# Dislocation de l'URSS
Pour un article plus général, voir Chute des régimes communistes en Europe.
Pour l'article sur une hypothétique dislocation de la fédération de Russie, voir Dislocation de la Russie
 (mai 2022).
Si vous disposez d'ouvrages ou d'articles de référence ou si vous connaissez des sites web de qualité traitant du thème abordé ici, merci de compléter l'article en donnant les références utiles à sa vérifiabilité et en les liant à la section « Notes et références ».

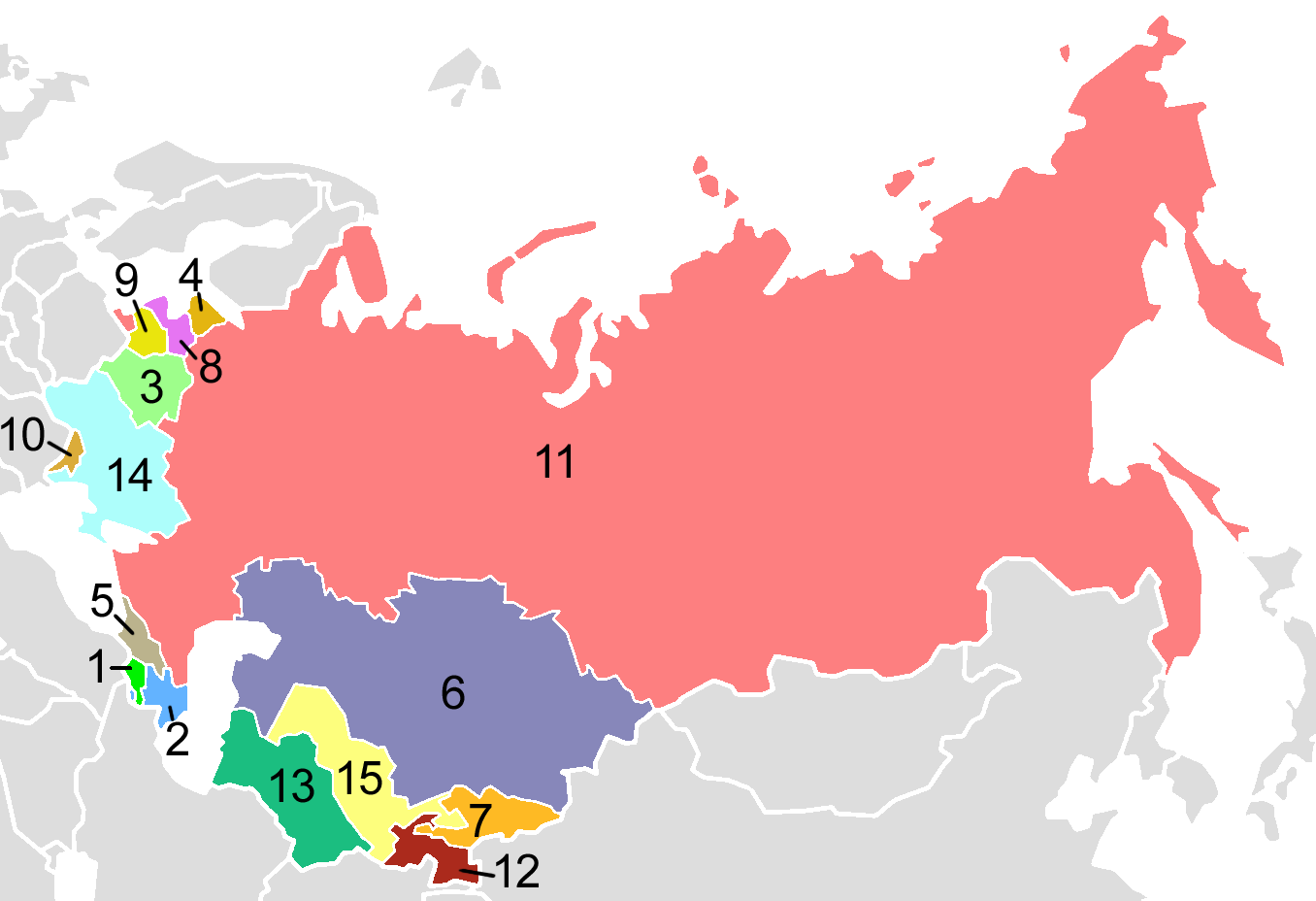
Carte des républiques soviétiques.

La dislocation de l'URSS, également dénommée dissolution de l'URSS, éclatement de l'URSS, effondrement de l'URSS ou encore chute de l'URSS, se produit le 26 décembre 1991 lorsque le Soviet suprême de l'Union soviétique et le Soviet des républiques du Soviet suprême de l'Union soviétique, par la déclaration no 142-N (soit 142-Н en alphabet cyrillique) créent la Communauté des États indépendants (CEI) et reconnaissent officiellement les indépendances, proclamées les mois précédents, des républiques de l'Union des républiques socialistes soviétiques (URSS), reconnaissant ainsi formellement la disparition de l'Union soviétique en tant qu'État et sujet de droit international. La veille, le 25 décembre, le président soviétique Mikhaïl Gorbatchev, huitième et dernier dirigeant de l'URSS, avait démissionné, déclarant son poste supprimé et transférant ses pouvoirs, y compris le contrôle des codes de lancement de missiles nucléaires, au président de la fédération de Russie, Boris Eltsine. Ce soir-là, à 19 h 32, le drapeau soviétique est abaissé pour la dernière fois du Kremlin et est, le lendemain à l'aube, remplacé par le drapeau russe.
Auparavant, d'août à décembre, les quinze républiques soviétiques, Russie comprise, ont dénoncé le traité de création de l'URSS et, comme la Constitution soviétique l'autorisait, quitté l'Union. La semaine précédant la dissolution officielle, onze républiques signent les accords d'Alma-Ata établissant officiellement la Communauté des États indépendants (CEI) et déclarant que l'URSS a cessé d'exister,. Les révolutions de 1989 et la dissolution de l'URSS marquent le début des conflits post-soviétiques et, pour deux décennies, une interruption de la guerre froide dont l'effet est un désarmement provisoire, une extension des systèmes pluralistes au détriment des gouvernances autoritaires, et l'arrêt de plusieurs guerres civiles dans diverses régions du monde où auparavant s'affrontaient les influences occidentale et soviétique,,.
Dans plusieurs des anciennes républiques soviétiques, comme la Biélorussie, l'Ukraine, la Moldavie, l'Arménie et les cinq d'Asie centrale, la nomenklatura se maintient initialement au pouvoir, gardant des liens étroits et privilégiés avec la fédération de Russie et formant des organisations multilatérales telles que la CEI, la Communauté économique eurasiatique, l'union de la Russie et de la Biélorussie, l'union douanière de l'Union eurasiatique et l'Union économique eurasiatique afin de renforcer la coopération économique et en matière de sécurité sous l'égide de Moscou. En revanche, les pays baltes rejoignent l'OTAN et l'Union européenne.

## 1985

### Moscou: Mikhail Gorbatchev élu secrétaire général
Mikhaïl Gorbatchev fut élu secrétaire général du Politburo le 11 mars 1985, trois heures après le décès de son prédécesseur Konstantin Tchernenko à l'âge de 73 ans. Gorbatchev, âgé de 54 ans, était le plus jeune membre du Politburo. Son objectif initial en tant que secrétaire général était de relancer l'économie soviétique, et il se rendit compte que cela nécessiterait une réforme des structures politiques et sociales sous-jacentes. Les réformes commencèrent par des changements de personnel parmi les hauts responsables de l'époque de Brejnev, qui entraveraient les changements politiques et économiques. Le 23 avril 1985, Gorbatchev fit entrer au Politburo deux de ses protégés, Egor Ligatchev et Nikolaï Ryjkov. Il contenta les ministères de « pouvoir » en promouvant le chef du KGB, Viktor Chebrikov, de candidat à membre à part entière, et en nommant le ministre de la Défense, le maréchal Sergueï Sokolov, candidat du Politburo.
Cette libéralisation favorisa les aspirations à l'émancipation des Soviétiques qui, en réaction aux décennies de russification subie, prirent rapidement la forme de mouvements nationalistes, générant des conflits ethniques au sein de l'Union soviétique. Cela favorisa également, plus indirectement, les révolutions de 1989 en Europe de l'Est, où les régimes communistes du pacte de Varsovie imposés par l'URSS furent renversés de manière pacifique (à l'exception de la Roumanie), ce qui accrut la pression exercée sur Gorbatchev pour qu'il instaure une plus grande démocratie et une plus grande autonomie pour les républiques constituantes de l'Union soviétique. Sous la direction de Gorbatchev, le Parti communiste de l'Union soviétique (PCUS) introduisit en 1989 des élections limitées et parallèles à la nouvelle législature centrale, le Congrès des députés du peuple (même si l'interdiction des autres partis politiques n'a été levée qu'en 1990).
En mai 1985, Gorbatchev prononça un discours à Léningrad, dans lequel il préconisait des réformes et une campagne anti-alcool pour lutter contre l'alcoolisme généralisé. Les prix de la vodka, du vin et de la bière furent montés, ce qui visait à décourager la consommation d'alcool en augmentant son coût. Un programme de rationnement fut également mis en place. Les citoyens se virent remettre des cartes perforées détaillant la quantité d'alcool qu'ils pouvaient acheter au cours d'une période donnée. Contrairement à la plupart des formes de rationnement, qui sont généralement adoptées comme stratégie pour conserver les biens rares, cela fut fait pour limiter les ventes dans le but déclaré de réduire l'ivresse. Le plan de Gorbatchev incluait également des panneaux publicitaires faisant la promotion de la sobriété, des peines plus lourdes pour l'ivresse publique et la censure de scènes de consommation de vieux films. Cela reflétait le programme du tsar Nicolas II pendant la Première Guerre mondiale, qui visait à éradiquer l'ivresse pour renforcer l'effort de guerre. Cependant, cet effort précédent visait également à préserver le grain uniquement aux fins les plus essentielles, ce qui ne semblait pas être un objectif du programme de Gorbatchev.
Gorbatchev fut bientôt confronté à la même réaction économique, adverse à sa prohibition, que le dernier tsar. La proscription de la consommation d'alcool porta un coup sévère au budget de l'État, selon Alexandre Nikolaïevitch Iakovlev, qui nota que les prélèvements annuels de taxes sur l'alcool avaient diminué de 100 milliards de roubles. La fabrication et la distribution de l'alcool continuèrent, mais uniquement dans l'économie parallèle. Pour distiller de la vodka, les Soviétiques plus pauvres et moins éduqués eurent recours à des substituts malsains, tels que le dissolvant pour vernis à ongles, l'alcool à brûler ou l'eau de Cologne, générant un fardeau supplémentaire pour le secteur de la santé en URSS en raison du nombre croissant de cas d'empoisonnement. Le but sous-jacent de ces réformes était de soutenir l'économie dirigée existante, contrairement aux réformes ultérieures, qui tendaient au socialisme de marché.
Le 1er juillet 1985, Gorbatchev promut Edouard Chevardnadze, premier secrétaire du parti communiste géorgien, au rang de membre à part entière du Politburo, et le nomma le lendemain ministre des Affaires étrangères, en remplacement de son ancien ministre des Affaires étrangères Andreï Gromyko. Ce dernier, désigné sarcastiquement par le surnom de « M. Niet » en Occident, avait été pendant 28 ans ministre des Affaires étrangères. Gromyko fut relégué à la position essentiellement cérémonielle de président du Présidium du Soviet suprême (officiellement chef de l'État soviétique), car il était considéré comme un « vieux penseur ». Le 1er juillet également, Gorbatchev écarta son principal rival en retirant Grigori Romanov du Politburo et en faisant entrer Boris Eltsine et Lev Zaïkov au secrétariat du Comité central du PCUS.
À l'automne de 1985, Gorbatchev continua d'inviter au pouvoir des hommes plus jeunes et plus énergiques. Le 27 septembre, Nikolaï Ryjkov, âgé de 55 ans, remplaça Nikolaï Tikhonov, 79 ans, à la présidence du Conseil des ministres, devenant ainsi le Premier ministre soviétique, et le 14 octobre, Nikolaï Talytsine (en) remplaça Nikolaï Baïbakov à la présidence du Comité de planification (GOSPLAN). Lors de la réunion suivante du Comité central, le 15 octobre, Tikhonov se retira du Politburo et Talyzin devint candidat. Le 23 décembre 1985, Gorbatchev nomma Eltsine premier secrétaire du parti communiste de Moscou, en remplacement de l'économiste Viktor Grichine (en).

## 1986

### Vision législative de la dislocation
À partir de cette année, les républiques socialistes de l'URSS eurent des volontés d'indépendances et de marginalisation. Cette situation est paradoxalement envisagée de longue date dans l'Union Soviétique, du moins de manière officielle. Dès 1903, les Bolcheviks avaient garanti le droit des peuples à l'autodétermination et déclarent que l'Union ne peut se faire que si elle est volontaire. Les républiques avaient donc librement la possibilité de faire sécession. La possibilité de séparation de l'URSS est réaffirmée lors du premier congrès du Parti communiste de l'Union soviétique en 1922 ainsi que les constitutions soviétiques de 1924 (préambule et article 4), de 1936 dite « Staline » (article 17) et de 1977 dite « Brejnev » (article 72),. Cette situation n'avait jamais été envisagée avant les années Gorbatchev, aucun mécanisme ne définissait le processus de l'article sur la sécession, assez vague, et qui en plus fut en contradiction avec les articles suivants qui indiquent que la loi fédérale surpasse les lois locales. Une loi votée en 1990 précisera néanmoins les modalités du retrait,.

### Sakharov
Gorbatchev continuait à réclamer une plus grande libéralisation. Le 23 décembre 1986, le dissident soviétique le plus en vue, Andreï Sakharov, rentra à Moscou peu après avoir reçu un appel téléphonique personnel de Gorbatchev lui annonçant qu'après près de sept ans d'exil, son exil intérieur pour avoir défié les autorités était terminé.

### Républiques baltes
Selon le droit international, les pays baltes étaient illégalement occupés par l'Union soviétique depuis 1944. En effet, les États-Unis et la plupart des pays non communistes membres de l'ONU, ainsi que, par la suite, le Parlement européen,,, la CEDH et le Conseil des droits de l'homme de l'ONU n'ont pas juridiquement reconnu l'occupation et incorporation des pays baltes parmi les 15 républiques socialistes soviétiques et ont continué à les reconnaître de jure comme États souverains,,.
C'est pourquoi les gouvernements des pays baltes en exil, avec des légations à Londres et Stockholm, sont reconnus par la plupart des gouvernements occidentaux tout au long de la guerre froide et réclament l'indépendance, à commencer par l'Estonie en novembre 1988, lorsque l'assemblée de la République socialiste soviétique d'Estonie adopte des lois résistant au contrôle du gouvernement central. Alors que Gorbatchev avait relâché le contrôle soviétique sur l'Europe de l'Est, il avait fait savoir que le "séparatisme" autre qu'estonien, letton et lituanien ne serait pas toléré et se heurterait à des embargos et à la force s'il y avait lieu, car il existait un accord tacite dans le Politburo sur l'impossibilité d’utiliser la force pour maintenir le bloc de l'Est et les pays baltes, mais que les douze autres républiques socialistes soviétiques devraient le rester. Ainsi, les trois pays baltes ont pu, depuis 1991 et contrairement aux douze autres républiques ex-soviétiques, quitter la sphère d'influence russe et opter pour une politique euro-atlantique. Ceci s'est traduit par le refus en décembre 1991 d'intégrer la Communauté des États indépendants (CEI, avatar postsoviétique), par la candidature à une adhésion à l'OTAN malgré les protestations de la Russie et par l'adhésion à l'Union européenne le 1er mai 2004.

#### Lettonie Helsinki-86
Le CTAG (groupe letton : Cilvēktiesību aizstāvības grupa, groupe de défense des droits de l'homme) Helsinki-86 fut fondé en juillet 1986 dans la ville portuaire de Liepāja, en Lettonie, par trois travailleurs : Linards Grantiņš, Raimonds Bitenieks et Mārtiņš Bariss. Son nom fait référence aux déclarations des accords de Helsinki sur les droits de l'homme. Helsinki-86 fut la première organisation ouvertement anticommuniste en Union soviétique et la première opposition ouvertement organisée au régime soviétique, constituant un exemple pour les mouvements indépendantistes d’autres minorités ethniques.
Le 26 décembre 1986, au petit matin, après un concert de rock, 300 jeunes citoyens lettons de la classe ouvrière se rassemblèrent sur la place de la cathédrale de Riga et descendirent l'avenue Lénine en direction du Monument de la liberté en criant : « La Russie soviétique dehors ! La Lettonie libre ! ». Les forces de sécurité affrontèrent les manifestants et plusieurs véhicules de la police furent renversés.

### Asie centrale

#### Kazakhstan: émeutes de Jeltoqsan
Les « Jeltoqsan » (décembre en kazakh) de 1986 furent des émeutes à Almaty (Kazakhstan), déclenchées par le limogeage par Gorbatchev du premier secrétaire du Parti communiste du Kazakhstan et d’ethnie kazakh, remplacé par Gennadi Kolbin, un « étranger » de la RSFS russe. Les manifestations commencèrent dans la matinée du 17 décembre 1986, avec 200 à 300 étudiants placés devant le bâtiment du Comité central sur la place Brejnev protestant contre le limogeage de Konayev et son remplacement par un Russe. Les manifestants augmentèrent de 1 000 à 5 000 alors que d'autres étudiants se joignirent à la foule. Le Comité central du PCK ordonna aux troupes du ministère de l'Intérieur, aux droujiniki (volontaires), aux cadets, aux policiers et au KGB de boucler la place et d'enregistrer sur vidéo les participants. La situation dégénéra aux alentours de 17 heures, les troupes ayant reçu l'ordre de disperser les manifestants. Les affrontements entre les forces de sécurité et les manifestants se poursuivirent toute la nuit à Almaty.
Le lendemain, le 18 décembre, les manifestations se transformèrent en troubles civils, à la suite d'affrontements entre soldats, volontaires, unités de la milice et étudiants kazakhs, qui se transformèrent en affrontement à grande échelle. Les affrontements ne pourraient être contrôlés que le troisième jour. Les événements d'Almaty furent suivis de manifestations et de protestations moins importantes à Chimkent, Pavlodar, Karaganda et Taldykourgan. Les rapports des autorités de la RSS du Kazakhstan estimèrent que les émeutes avaient attiré 3 000 personnes. D'autres estimations font état d'au moins 30 000 à 40 000 manifestants, dont 5 000 furent arrêtés et emprisonnés et dont le nombre de victimes est inconnu. Les dirigeants de Jeltoqsan affirment que plus de 60 000 Kazakhs participèrent aux manifestations. Selon le gouvernement de la RSS du Kazakhstan, il y eut deux morts lors des émeutes, dont un policier volontaire et un étudiant. Tous deux étaient morts de coups à la tête. Environ 100 autres personnes furent arrêtées et plusieurs autres condamnées à des peines de prison dans des camps de travail. Selon des sources citées par la Bibliothèque du Congrès, au moins 200 personnes seraient mortes ou auraient été exécutées sommairement peu après. Certains comptes estiment le nombre de victimes à plus de 1 000. L’écrivain Mukhtar Shakhanov affirma qu’un officier du KGB avait déclaré que 168 manifestants avaient été tués, mais ce nombre ne fut pas confirmé.

## 1987

### Moscou: démocratie à parti unique
Lors de la séance plénière du Comité central du 28 au 30 janvier 1987, Gorbatchev suggéra une nouvelle politique de démokratizatsiya dans l'ensemble de la société soviétique. Il proposa que les futures élections du Parti communiste offrent un choix entre plusieurs candidats, élus au scrutin secret. Cependant, les délégués du PCUS au Plénum diluèrent la proposition de Gorbatchev et le choix démocratique au sein du Parti communiste ne fut jamais mis en œuvre de manière significative.
Gorbatchev élargit également de manière radicale le champ d’application du glasnost, déclarant qu’aucun sujet n’était interdit à une discussion ouverte dans les médias. Malgré tout, l'intelligentsia soviétique prudente mit presque un an à repousser les limites pour voir s'il pensait réellement ce qu'il disait. Pour la première fois, le chef du Parti communiste avait fait appel à la tête des membres du Comité central pour obtenir le soutien du peuple en échange d'une expansion des libertés. La tactique porta ses fruits : en deux ans, les conservateurs du parti ne pourraient plus détourner les réformes politiques. Une conséquence imprévue est que, après avoir sauvé la réforme, le geste de Gorbatchev tua finalement le système même qui avait été conçu pour la sauver.
Le 7 février 1987, des dizaines de prisonniers politiques furent libérés lors de la première libération du groupe depuis le dégel de Khrouchtchev au milieu des années 1950. Le 6 mai 1987, Pamiat, un groupe nationaliste russe, organisa une manifestation non autorisée à Moscou. Les autorités n’interrompirent pas la manifestation et empêchèrent même[pas clair] la circulation des manifestants alors qu'ils se rendaient à une réunion impromptue avec Boris Eltsine, chef du parti communiste moscovite et à l'époque l'un des plus proches alliés de Gorbatchev. Le 25 juillet 1987, 300 Tatars de Crimée organisèrent une manifestation bruyante près du mur du Kremlin pendant plusieurs heures, réclamant le droit de retourner dans leur pays d'origine, d'où ils avaient été déportés en 1944. La police et les soldats regardèrent simplement la scène.
Le 10 septembre 1987, après une conférence prononcée par Egor Ligatchev au Politburo pour avoir autorisé ces deux manifestations non autorisées à Moscou, Boris Eltsine adressa une lettre de démission à Gorbatchev, qui passait ses vacances sur la mer Noire. Gorbatchev était stupéfait - personne n'avait jamais volontairement démissionné du Politburo. Lors de la séance plénière du Comité central du 27 octobre 1987, Eltsine, frustré que Gorbatchev n’ait abordé aucun des problèmes exposés dans sa lettre de démission, critiqua la lenteur des réformes, la servilité envers le secrétaire général et l’opposition de Ligatchev qui avait conduit à sa démission (Eltsine). Personne ne s’était jamais adressé au chef du parti devant le Comité central aussi effrontément depuis Léon Trotski dans les années 1920. Dans sa réponse, Gorbatchev accusa Eltsine d’« immaturité politique » et d’« irresponsabilité absolue ». Néanmoins, la nouvelle de l'insubordination et du « discours secret » de Eltsine se répandit et bientôt les versions du samizdat commencèrent à circuler. Ceci marqua le début du changement de marque de Eltsine en rebelle et de sa popularité en tant que personnage anti-establishment. Les quatre années suivantes de lutte politique entre Eltsine et Gorbatchev jouèrent un rôle important dans la dissolution de l'URSS. Le 11 novembre 1987, Eltsine fut limogé du poste de premier secrétaire du parti communiste de Moscou.

### Républiques baltes: manifestations «anti-Hitler/Staline»
Le 23 août 1987 est le jour du 48e anniversaire des protocoles secrets du pacte Hitler-Staline de 1939 qui mirent fin à l’indépendance des pays baltes obtenue en 1918. Des milliers de manifestants marquèrent l’événement dans les trois capitales baltes en chantant les hymnes nationaux de la période d’indépendance, interdits sous la domination soviétique, et en rendant hommage et mémoire aux victimes du stalinisme. Les rassemblements furent vivement dénoncés dans la presse officielle et étroitement surveillés par le KGB, sans pour autant être interrompus.

#### Estonie
Au printemps 1987, un mouvement de protestation naquit contre les nouvelles mines de phosphate en Estonie. Des signatures furent rassemblées à Tartu et des étudiants se rassemblèrent dans le hall principal de l'université pour exprimer leur manque de confiance envers le gouvernement. Lors d'une manifestation le 1er mai 1987, des jeunes se présentèrent avec des banderoles et des slogans malgré une interdiction officielle. Le 15 août 1987, d'anciens prisonniers politiques formaient le groupe MRP-AEG (les Estoniens pour la divulgation publique du pacte Molotov-Ribbentrop), dirigé par Tiit Madisson [et]. En septembre 1987, le journal Edasi publia une proposition d'Edgar Savisaar, de Siim Kallas, de Tiit Made et de Mikk Titma appelant à la transition de l'Estonie vers l'autonomie. Initialement axé sur l'indépendance économique, puis sur une certaine autonomie politique, le projet Isemajandav Eesti (« Une Estonie autogérée ») devint connu sous son acronyme estonien, IME, qui signifie « miracle ». Le 21 octobre, une manifestation en l'honneur de ceux qui avaient donné leur vie lors de la guerre d'indépendance estonienne de 1918-1920 eut lieu à Võru, ce qui aboutit à un conflit avec la milice. Pour la première fois depuis des années, le drapeau tricolore national bleu, noir et blanc fut affiché publiquement.

#### Lettonie
Le 14 juin 1987, environ 5 000 personnes se rassemblent à nouveau au monument de la liberté à Riga et déposent des fleurs pour commémorer la déportation massive de Lettons par Staline en 1941, à l'occasion de son 46e anniversaire. Il s'agit de la première grande manifestation organisée dans les républiques baltes pour commémorer un événement contraire à l'histoire officielle soviétique. Les autorités ne répriment pas les manifestants, ce qui encourage des manifestations de plus en plus importantes dans l'ensemble des États baltes. L'anniversaire suivant l'indépendance après la manifestation du pacte Molotov du 23 août a lieu le 18 novembre, date de l'indépendance de la Lettonie en 1918. Le 18 novembre 1987, des centaines de miliciens de la police et de civils bouclent la place centrale pour empêcher toute manifestation au monument de la Liberté, des milliers de personnes parcourent les rues de Riga en signe de protestation silencieuse.

#### Lituanie
Les premières manifestations anti-soviétiques en Lituanie eurent lieu le 23 août 1987. La réunion destinée à condamner l'occupation soviétique de la Lituanie fut organisée par la Ligue de la liberté de la Lituanie (Lietuvos laisvės lyga) au monument à Adomas Mickevičius (Adam Mickiewicz) à Vilnius et rassembla autour de 2 000 participants.

### Caucase

#### Arménie: préoccupations environnementales et Haut-Karabakh
Le 17 octobre 1987, environ 3 000 Arméniens manifestèrent à Erevan pour se plaindre de l'état du lac Sevan, de l'usine de produits chimiques Nairit et de la centrale nucléaire de Metsamor, ainsi que de la pollution atmosphérique à Erevan. La police tenta d'empêcher la manifestation, mais ne prit aucune mesure pour l'arrêter une fois la marche commencée. La manifestation était dirigée par des écrivains arméniens tels que Sylva Kapoutikian, Zori Balayan et Maro Margarian et des dirigeants de l'organisation nationale de survie. La marche eut lieu sur la place de l'Opéra après que des orateurs, principalement des intellectuels, se soient adressés à la foule.
Le lendemain, 1 000 Arméniens participèrent à une autre manifestation appelant à la revendication des droits nationaux arméniens au Karabagh. Les manifestants exigeaient l'annexion de Nakhitchevan et du Haut-Karabakh en Arménie et portaient des pancartes à cet effet. La police tenta d'empêcher physiquement la manifestation et, après quelques incidents, dispersa les manifestants. Le Haut-Karabakh éclaterait dans la violence l'année suivante.

## 1988

### Moscou desserre son contrôle
Au printemps 1988, Gorbatchev semble perdre le contrôle de deux régions de l'Union soviétique : les pays baltes et le Caucase. Les Estoniens, les Lettons et les Lituaniens aspirent à retrouver leur indépendance, perdue en 1944 lors du pacte germano-soviétique. Au Caucase, les frontières internes soviétiques, même inéquitables, ne posaient pas de problème tant que le Kremlin gouvernait autoritairement, mais, lorsque ce ne fut plus le cas, les populations commencèrent à revendiquer des changements, les Arméniens du Haut-Karabagh souhaitant être rattachés à l'Arménie, et les Ingouches revendiquant à l'Ossétie du Nord le territoire d'où ils avaient été déportés en 1944. Le Soviet suprême refuse tout changement et le Caucase plonge dans la violence et la guerre civile.
Le 1er juillet 1988, quatrième et dernier jour d'une 19ème Conférence du parti, Gorbatchev obtint le soutien des délégués épuisés pour sa proposition de dernière minute visant à créer un nouveau corps législatif suprême appelé Congrès des députés du peuple. Exaspéré par les blocages de la « vieille garde », Gorbatchev se lance dans une série de changements constitutionnels pour tenter de séparer le parti et l'État et isoler ainsi ses opposants conservateurs du parti. Des propositions détaillées pour le nouveau Congrès des députés du peuple furent publiées le 2 octobre 1988 et devaient permettre la création de la nouvelle législature. Au cours de sa session du 29 novembre au 1er décembre 1988, le Soviet suprême mit en œuvre des amendements à la Constitution soviétique de 1977, promulgua une loi sur la réforme électorale et fixa la date des élections au 26 mars 1989.
Le 29 novembre 1988, l'Union soviétique cessa de brouiller les stations de radio étrangères, permettant aux citoyens soviétiques d'avoir pour la première fois (à part une très brève période dans les années 1960) un accès illimité à des sources d'informations indépendantes du Parti communiste.

### Républiques baltes
En 1986 et 1987, la Lettonie avait été à l'avant-garde des États baltes pour faire pression en faveur de réformes. En 1988, l’Estonie assuma le rôle principal en créant le premier front populaire de l’Union soviétique et en commençant à influencer la politique de l’État.

#### Front populaire estonien
Le Front populaire estonien fut fondé en avril 1988. Le 16 juin 1988, Gorbatchev remplaça Karl Vaino, chef de la « vieille garde » du Parti communiste d'Estonie, par Vaino Väljas, relativement libéral. À la fin du mois de juin 1988, Väljas s'inclina devant les pressions du Front populaire estonien et légalisa le battement de l'ancien drapeau estonien bleu-noir-blanc et adopta une nouvelle loi sur les langues officielles qui faisait de l'estonien la langue officielle de la République.
Le 2 octobre, le Front populaire lança officiellement sa plate-forme politique lors d'un congrès de deux jours. Väljas assista à la conférence, persuadée que le front pourrait aider l'Estonie à devenir un modèle de relance économique et politique, tout en modérant les tendances séparatistes et radicales. Le 16 novembre 1988, le Soviet suprême de la RSS d’Estonie adopta une déclaration de souveraineté nationale en vertu de laquelle les lois estoniennes priment sur celles de l’Union soviétique. Le parlement estonien revendiqua également les ressources naturelles de la république, y compris la terre, les eaux intérieures, les forêts, les gisements minéraux, ainsi que les moyens de production industrielle, l'agriculture, la construction, les banques d'État, les transports et les services municipaux sur le territoire des frontières estoniennes. Dans le même temps, les comités de citoyens estoniens commencèrent à enregistrer les citoyens de la république d’Estonie afin de procéder aux élections du Congrès de l’Estonie.

#### Front populaire letton
Le Front populaire letton fut fondé en juin 1988. Le 4 octobre, Gorbatchev remplaça Boris Pugo, chef de la « vieille garde » du Parti communiste de Lettonie, par le plus libéral Jānis Vagris. En octobre 1988, Vagris s'inclina sous la pression du Front populaire letton et légalisa l'ancien drapeau rouge et blanc carmin de la Lettonie indépendante. Le 6 octobre, il adopta une loi faisant du letton la langue officielle du pays.

#### Sąjūdis de Lituanie
Le Front populaire de Lituanie, appelé Sąjūdis (« Mouvement »), fut fondé en mai 1988. Le 19 octobre 1988, Gorbatchev remplaça Ringaudas Songaila, chef de la « vieille garde » du Parti communiste de Lituanie, par le relativement libéral Algirdas Brazauskas. En octobre 1988, Brazauskas s'inclina sous la pression de Sąjūdis et légalisa le drapeau historique jaune-vert-rouge de la Lituanie indépendante. En novembre 1988, une loi fit du lituanien la langue officielle du pays et l'ancien hymne national Tautiška giesmė fut rétablie.

### Rébellions dans le Caucase

#### Azerbaïdjan: violences
Le 20 février 1988, après une semaine de manifestations grandissantes à Stepanakert, capitale de l'oblast autonome du Haut-Karabakh (région à majorité arménienne au sein de la république socialiste soviétique d'Azerbaïdjan), le Soviet régional décida de faire sécession et de se joindre à la république socialiste soviétique d’Arménie. Ce vote local dans une petite partie reculée de l'Union soviétique fit les gros titres dans le monde entier; c'était un défi sans précédent aux autorités républicaines et nationales. Le 22 février 1988, dans le cadre de ce que l'on appelle désormais « le choc d'Askeran », des milliers d'Azerbaïdjanais marchèrent vers le Haut-Karabagh demandant des informations sur des rumeurs selon lesquelles un Azerbaïdjanais aurait été tué à Stepanakert. Ils furent informés qu'aucun incident de ce type ne s'était produit, mais refusèrent d'y croire. Insatisfaits de ce qu'on leur avait dit, des milliers de personnes commencèrent à marcher vers le Haut-Karabakh, massacrant 50 villageois arméniens. Les autorités du Karabakh mobilisèrent plus d'un millier de policiers pour faire cesser la manifestation. Les affrontements qui en résultèrent coûtèrent la vie à deux Azerbaïdjanais. Ces décès, annoncés à la radio publique, conduisirent au pogrom de Soumgaït. Entre le 26 février et le 1er mars, la ville de Soumgaït (Azerbaïdjan) fut le théâtre de violentes émeutes anti-arméniennes au cours desquelles 32 personnes furent tuées. Les autorités avaient totalement perdu le contrôle et occupèrent la ville avec des parachutistes et des tanks, la quasi-totalité des 14 000 résidents arméniens de Soumgaït fuirent.
Gorbatchev refusa de modifier le statut du Haut-Karabakh, autonome mais rattaché à l'Azerbaïdjan. Il limogea plutôt les dirigeants du parti communiste des deux républiques : le 21 mai 1988, Kamran Baghirov fut remplacé par Abdulrahman Vezirov au poste de premier secrétaire du parti communiste azerbaïdjanais. Du 23 juillet au mois de septembre 1988, un groupe d’intellectuels azerbaïdjanais commença à travailler pour une nouvelle organisation, le Front populaire d’Azerbaïdjan, basée sur le Front populaire estonien. Le 17 septembre, lorsque des affrontements éclatèrent entre les Arméniens et les Azerbaïdjanais près de Stepanakert, deux soldats furent tués et plus de deux douzaines blessés. Cela conduisit à une polarisation ethnique presque totale entre les deux villes principales du Haut-Karabakh : la minorité azerbaïdjanaise fut expulsée de Stepanakert et la minorité arménienne de Chouchi. Le 17 novembre 1988, en réponse à l'exode de dizaines de milliers d'Azerbaïdjanais d'Arménie, une série de manifestations de masse commencèrent sur la place Lénine, à Bakou, pendant 18 jours et attirèrent un demi-million de manifestants. Le 5 décembre 1988, la milice soviétique s’installa, dégagea la place par la force et imposa un couvre-feu d'une durée de dix mois.

#### Arménie: soulèvement
La rébellion de ses compatriotes arméniens au Haut-Karabagh eut un effet immédiat en Arménie même. Les manifestations quotidiennes, qui commencèrent à Erevan, la capitale arménienne, le 18 février, attiraient au départ peu de monde, mais chaque jour la question du Haut-Karabagh devint de plus en plus importante et les chiffres grossirent. Le 20 février, une foule de 30 000 personnes manifesta sur la place du théâtre. Le 22 février, il y en avait 100 000, le lendemain 300 000 personnes et une grève des transports fut déclarée. Le 25 février, il y avait près d'un million de manifestants, soit plus du quart de la population arménienne. Ce fut la première des grandes manifestations pacifiques qui deviendraient une caractéristique du renversement du communisme à Prague, à Berlin et, finalement, à Moscou. Les principaux intellectuels et nationalistes arméniens, y compris le futur premier président de l'Arménie indépendante Levon Ter-Petrossian, formèrent le Comité du Karabakh, composé de onze membres, chargé de diriger et d'organiser le nouveau mouvement.
Gorbatchev refusa de nouveau d’admettre le rattachement du Haut-Karabakh à l'Arménie et limogea encore une fois les dirigeants communistes des deux républiques : le 21 mai 1988, Karen Demirchian fut remplacée par Suren Harutyunian au poste de première secrétaire du parti communiste d'Arménie. Cependant, Harutyunian décida rapidement de prendre le devant du vent nationaliste et, le 28 mai, permit aux Arméniens de déployer le drapeau rouge-bleu-orange de la première République arménienne pour la première fois en près de 70 ans. Le 15 juin 1988, le Soviet suprême arménien adopta une résolution approuvant officiellement l’idée de l’adhésion du Haut-Karabakh au Karabakh. L'Arménie, qui était autrefois l'une des républiques les plus fidèles, était soudainement devenue la principale république rebelle. Le 5 juillet 1988, lorsqu'un contingent de troupes fut envoyé pour expulser par la force des manifestants de l'aéroport international Zvartnots d'Erevan, des coups de feu furent tirés et un étudiant manifestant tué. En septembre, d’autres grandes manifestations à Erevan conduisirent au déploiement de véhicules blindés. À l’automne 1988, la quasi-totalité des 200 000 Azerbaïdjanais arméniens avaient été expulsés par les nationalistes arméniens, faisant plus de 100 morts - ce qui faisait suite au pogrom de Soumgaït mené plus tôt cette année-là contre les Arméniens de souche et à l’expulsion de tous les Arméniens d’Azerbaïdjan. Le 25 novembre 1988, un commandant militaire prit le contrôle d'Erevan alors que le gouvernement soviétique prenait des mesures pour empêcher de nouvelles violences ethniques.
Le 7 décembre 1988, le tremblement de terre de Spitak tua environ 25 000 à 50 000 personnes. Lorsque Gorbatchev rentra chez lui après une visite aux États-Unis, il était tellement irrité d'être confronté à des manifestants réclamant que le Haut-Karabakh fasse partie de la République arménienne lors d'une catastrophe naturelle qu’il ordonna le 11 décembre 1988 à l'ensemble du Comité du Karabagh d’être arrêté.

#### Géorgie: premières manifestations
À Tbilissi, capitale de la Géorgie soviétique, de nombreux manifestants campèrent devant la législature de la république en novembre 1988, réclamant l'indépendance de la Géorgie et appuyant la déclaration de souveraineté de l'Estonie.

### Républiques occidentales

#### Mouvement démocratique en Moldavie
Le Politburo et le KGB avaient toujours réprimé la dissidence moldave entre 1969 et 1971, lorsque le « Front patriotique » clandestin créé par des jeunes intellectuels à Chișinău, qui rassemblait plus d’une centaine de membres, luttait pour le respect par l’URSS des accords d'Helsinki et faisait circuler des samizdat. En décembre 1971, Iouri Andropov, chef du KGB, avait fait arrêter trois des chefs du Front patriotique : Alexandru Usatiuc-Bulgar, Gheorghe Ghimpu et Valeriu Graur, de même qu’Alexandru Soltoianu, chef d’un mouvement clandestin similaire en Bucovine du Nord, qui furent condamnés à de longues peines de Goulag. Ces dissidents opposés au pouvoir de l’URSS, alors totalitaire, ne souhaitaient pas proposer un autre modèle politique mais, note Pierre Manent, forcer les autorités à « respecter un certain nombre de principes élémentaires, principes du reste que ledit régime a souvent inscrits dans sa Constitution. De son côté, le régime soviétique, tout en emprisonnant ou déportant les dissidents, ne peut guère se déclarer officiellement hostile aux droits de l'homme. De sorte que pays démocratiques et communistes signeront les accords d'Helsinki dont le troisième volet comporte l'affirmation d'un certain nombre de droits fondamentaux comme celui de la libre circulation des personnes ».
À partir de février 1988, un nouveau « Mouvement démocratique de Moldavie » organisa à nouveau des réunions, cette fois publiques, des manifestations et des festivals littéraires et musicaux, qui prirent progressivement de l’ampleur et de l’intensité. Le centre des manifestations publiques était le parc Pouchkine de Chișinău, où la statue du prince de Moldavie Étienne le Grand, enlevée au début de la période soviétique, venait d’être remise en place près de l’« Allée des classiques » [de la littérature] (Aleea Clasicilor). Le 15 janvier 1988, en hommage au poète moldave et roumain Mihai Eminescu représenté sur l’« Allée des classiques », Anatol Șalaru proposa de poursuivre les réunions. Dans le discours public, le mouvement appela à un réveil national, à la liberté d’expression, à la renaissance des traditions moldaves, à l’obtention du statut officiel de la langue locale, au retour à l’alphabet latin ; le drapeau tricolore national bleu, or et rouge fut affiché publiquement. La transition du « mouvement démocratique » (informel) en « front populaire » (association formelle) était considérée comme une « modernisation » naturelle du mouvement. Face à ce qui leur apparaissait comme un danger, le Politburo et le KGB réagirent en mobilisant les minorités pro-russes de Moldavie contre le « Front populaire de Moldavie », présenté comme une « manifestation du fascisme roumain et de ses nostalgiques ».

#### Manifestations à Lviv en Ukraine
Le 26 avril 1988, environ 500 personnes participèrent à une marche organisée par le club culturel ukrainien dans la rue Khreschatyk à Kiev pour marquer le deuxième anniversaire de la catastrophe nucléaire de Tchernobyl, portant des pancartes avec des slogans du type « Ouverture et démocratie jusqu'au bout ». Entre mai et juin 1988, des catholiques ukrainiens de l'ouest de l'Ukraine célébraient en secret le millénaire du christianisme dans la Rus de Kiev en organisant des offices dans les forêts de Buniv, Kalush, Hoshiv et Zarvanytsia. Le 5 juin 1988, alors que les célébrations officielles du Millénaire se tenaient à Moscou, le club culturel ukrainien tint ses propres cérémonies à Kiev au monument à saint Vladimir le Grand, grand prince de la Rus' de Kiev.
Le 16 juin 1988, entre 6 000 et 8 000 personnes se rassemblèrent à Lviv pour entendre les orateurs ne pas faire confiance à la liste locale des délégués à la 19e conférence du Parti communiste, qui débuterait le 29 juin. Le 21 juin, un rassemblement à Lviv attira 50 000 personnes ayant entendu parler d’une liste de délégués révisée. Les autorités tentèrent de disperser le rassemblement devant le stade Droujba. Le 7 juillet, entre 10 000 et 20 000 personnes assistèrent au lancement du Front démocratique pour promouvoir la perestroïka. Le 17 juillet, un groupe de 10 000 personnes se réunit dans le village de Zarvanytsia pour les services du millénaire célébrés par l'évêque gréco-catholique ukrainien Pavlo Vasylyk. La milice essaya de disperser les manifestants, mais il s’avéra qu’il s’agissait du plus grand rassemblement de catholiques ukrainiens depuis que Staline avait interdit l’église en 1946. Le 4 août, connu sous le nom de « Jeudi sanglant », les autorités locales réprimèrent violemment une manifestation organisée par le Front démocratique pour promouvoir la perestroïka. Quarante-et-une personnes furent arrêtées, condamnées à une amende ou condamnées à 15 jours d’arrestation administrative. Le 1er septembre, les autorités locales déplacèrent violemment 5 000 étudiants lors d'une réunion publique sans autorisation officielle à l'Université d'État Ivan Franko.
Le 13 novembre 1988, environ 10 000 personnes assistèrent à une réunion organisée par l’organisation de patrimoine culturel Spadschyna, le club d’étudiants de l’université de Kiev, Hromada, et les groupes environnementaux Zelenyi Svit (« Green World ») et Noosfera, consacrée aux problèmes écologiques. Du 14 au 18 novembre, 15 militants ukrainiens figuraient parmi les 100 défenseurs des droits de l'homme, nationaux et religieux invités à discuter de droits de l'homme avec des responsables soviétiques et une délégation de la Commission américaine pour la sécurité et la coopération en Europe (également appelée Commission d'Helsinki). Le 10 décembre, des centaines de personnes se réunirent à Kiev pour célébrer la Journée internationale des droits de l'homme lors d'un rassemblement organisé par l'Union démocratique. Le rassemblement non autorisé aboutit à la détention de militants locaux.

#### Kurapaty, Biélorussie
Le Partyja BPF (Front populaire biélorusse) fut créé en 1988 en tant que parti politique et mouvement culturel pour la démocratie et l’indépendance, sur le front populaire des républiques baltes. La découverte de fosses communes à Kurapaty, près de Minsk, par l'historien Zianon Pazniak, premier dirigeant du Front populaire biélorusse, donna un nouvel élan au mouvement pro-démocratie et indépendantiste en Biélorussie. Il affirmait que le NKVD avait perpétré des meurtres secrets à Kurapaty. Au départ, le Front avait une visibilité importante car ses nombreuses actions publiques se soldaient presque toujours par des affrontements avec la police et le KGB.

## 1989

### Moscou: démocratisation limitée
Au printemps 1989, les citoyens de l'Union soviétique exercèrent un choix démocratique, bien que limité, pour la première fois depuis 1917, lorsqu'ils eurent élu le nouveau Congrès des députés du peuple. La couverture télévisée en direct non censurée des délibérations de la législature fut tout aussi importante. Des gens furent ainsi témoins de l'interrogatoire de la direction communiste, auparavant redoutée, et de sa responsabilité. Cet exemple alimenta une expérience limitée de démocratie en Pologne, qui entraîna rapidement le renversement du gouvernement communiste à Varsovie cet été, ce qui provoqua des soulèvements qui renversèrent le communisme dans les cinq autres pays du pacte de Varsovie. Avant la fin de 1989, le mur de Berlin tomba.
C'est également l'année où CNN devient le premier radiodiffuseur non soviétique autorisé à transmettre ses programmes d'informations télévisés à Moscou. Officiellement, CNN n’était disponible que pour les clients étrangers à l'hôtel Savoy (en), mais les Moscovites avaient rapidement appris à capter les signaux sur leur téléviseur domestique. Cela eut un impact majeur sur la manière dont les Soviétiques voyaient les événements dans leur pays et rendit la censure presque impossible.

#### Congrès des députés du peuple de l'Union soviétique
La période de nomination d'un mois pour les candidats au Congrès des députés du peuple de l'URSS se poursuivit jusqu'au 24 janvier 1989. Pour le mois suivant, la sélection parmi les 7 531 candidats de district eut lieu lors de réunions organisées par des commissions électorales au niveau des circonscriptions. Le 7 mars, une liste finale de 5 074 candidats a été publiée. environ 85 % étaient membres du parti.
Dans les deux semaines qui précédèrent les 1 500 scrutins de district, des élections furent organisées pour pourvoir 750 sièges réservés d’organisations publiques, contestées par 880 candidats. 100 de ces sièges furent attribués au PCUS, 100 au Conseil central des syndicats de toute l'Union, 75 à l'Union de la jeunesse communiste (Komsomol), 75 au Comité des femmes soviétiques, 75 à l'Organisation des anciens combattants de la guerre et du travail et 325 à d'autres organisations telles que l’Académie des sciences. Le processus de sélection se termina en avril.
Aux élections générales du 26 mars, le taux de participation électorale était impressionnant de 89,8 % et 1 958 (dont 1 225 sièges de district) sur les 2 250 sièges du CDP furent pourvus. Dans les circonscriptions, les élections eurent lieu dans 76 circonscriptions les 2 et 9 avril et de nouvelles élections furent organisées les 20 et 14 avril-23 mai, dans les 199 circonscriptions restantes où la majorité absolue requise n’avait pas été atteinte. Alors que la plupart des candidats soutenus par le PCUS furent élus, plus de 300 personnes perdirent face à des candidats indépendants tels que Eltsine, le physicien Andreï Sakharov et l'avocat Anatoly Sobchak.
Lors de la première session du nouveau Congrès des députés du peuple, du 25 mai au 9 juin, les conservateurs communistes conservaient leur contrôle, mais les réformateurs utilisèrent la législature comme une plate-forme de débat et de critiques - diffusée en direct et sans censure. Cela bouleversa la population; On n’avait jamais ce type de débats en URSS. Le 29 mai, Eltsine réussit à obtenir un siège au Soviet suprême et forma l’été le premier parti de l’opposition, le Groupe inter-régional des députés, composé de nationalistes russes et de libéraux. Composés du dernier groupe législatif de l'Union soviétique, les élus de 1989 ont joué un rôle essentiel dans les réformes et la dissolution de l'Union soviétique au cours des deux années suivantes.
Le 30 mai 1989, Gorbatchev proposa que les élections locales à l'échelle nationale, prévues pour novembre 1989, soient reportées au début de 1990, car aucune loi ne régissait la conduite de telles élections. Cela fut perçu par certains comme une concession aux responsables locaux du Parti, qui craignaient d'être balayés du pouvoir par une vague de ressentiments opposés à l'establishment.
Le 25 octobre 1989, le Soviet suprême vota en faveur de la suppression des sièges spéciaux du Parti communiste et d'autres organisations officielles lors d'élections nationales et locales, en réponse aux critiques acerbes de la population selon lesquelles ces créneaux réservés étaient non démocratiques. Après un débat animé, le Soviet suprême de 542 membres adopta la mesure 254-85 (avec 36 abstentions). La décision nécessitait un amendement constitutionnel, ratifié par l'ensemble du congrès, qui se réunit du 12 au 25 décembre. Il adopta également des mesures permettant des élections directes pour les présidents de chacune des 15 républiques constituantes. Gorbatchev s’opposa fermement à une telle initiative lors du débat, mais sa demande fut rejetée.
Le vote élargit le pouvoir des républiques lors des élections locales, leur permettant de décider elles-mêmes comment organiser le vote. La Lettonie, la Lituanie et l'Estonie avaient déjà proposé des lois pour des élections présidentielles directes. Des élections locales avaient déjà été programmées dans toutes les républiques entre décembre et mars 1990.

#### Perte des États satellites
Les six pays de l'Europe de l'Est faisant partie du pacte de Varsovie, bien que nominalement indépendants, étaient largement reconnus par la communauté internationale comme étant les États satellites soviétiques. Tous avaient été occupés par l'Armée rouge soviétique en 1945, qui y avait imposé des régimes staliniens de style soviétique, et leur liberté d'action était très restreinte dans les affaires intérieures ou internationales (une anecdote de l'époque l'évoquait : -Quels sont les pays les plus neutres du monde ? - Ce sont les pays communistes : ils ne se mêlent même pas de leurs affaires intérieures). Lors de la révolution hongroise de 1956 et du printemps de Prague en 1968 furent réprimée toute tentative de réforme et d'indépendance, de sorte que les populations avaient perdu espoir lorsque Gorbatchev abandonna la doctrine oppressante et coûteuse de Brejnev, qui prévoyait un étroit contrôle des États du pacte de Varsovie.
La Pologne fut la première république à se démocratiser à la suite de la promulgation de la Nouveauté d'avril, comme convenu à l'issue des négociations entre le gouvernement et le syndicat Solidarité lors de la table ronde polonaise, et le pacte commença rapidement à se dissoudre. Le dernier des pays à mettre fin au communisme, la Roumanie, ne le fit qu’au prix de la violente révolution de 1989.

### Chaîne balte de la liberté
La voie balte ou chaîne balte (également chaîne de la liberté), en estonien : Balti kett, letton : Baltijas ceļš, lituanien : Baltijos kelias, russe : балтийский путь) fut une manifestation politique pacifique le 23 août 1989. Environ 2 millions de personnes se joignirent en se tenant par les mains en formant une chaîne humaine de 600 km traversant l’Estonie, la Lettonie et la Lituanie, qui avait été intégrées de force dans l’Union soviétique en 1940. Cette manifestation colossale marquait le 50e anniversaire du pacte Molotov-Ribbentrop qui divisait l’Europe de l’Est en sphères influence et conduisit à l'occupation des États baltes en 1940.
Quelques mois seulement après les manifestations de la Voie balte, en décembre 1989, le Congrès des députés du peuple accepta - et Gorbatchev signa - le rapport de la Commission Yakovlev condamnant les protocoles secrets du pacte Molotov-Ribbentrop qui avait conduit à l'annexion des trois républiques baltes.

#### Le parti communiste lituanien se sépare de celui de l'URSS
Lors des élections au Congrès des députés du peuple de mars 1989, 36 des 42 députés de Lituanie étaient membres du mouvement national indépendant Sąjūdis. Ce fut la plus grande victoire d'une organisation nationale au sein de l'URSS, et ce fut une révélation dévastatrice pour le Parti communiste lituanien de son impopularité croissante.
Le 7 décembre 1989, le Parti communiste de Lituanie, dirigé par Algirdas Brazauskas, se sépara du Parti communiste de l'Union soviétique et abandonna sa prétention à jouer un « rôle dirigeant » constitutionnel en politique. Une faction loyaliste minoritaire du Parti communiste, dirigée par le dur du parti Mykolas Burokevičius, fut créée et resta affiliée au PCUS. Cependant, le parti communiste au pouvoir en Lituanie était officiellement indépendant du contrôle de Moscou - une première pour les républiques soviétiques et un tremblement de terre politique qui incita Gorbatchev à organiser une visite en Lituanie le mois suivant dans le but vain de ramener le parti local sous contrôle. L'année suivante, le Parti communiste perdit complètement le pouvoir lors d'élections législatives multipartites qui avaient permis à Vytautas Landsbergis, un des leaders du mouvement SAJUDIS, de devenir le premier dirigeant non communiste (président du Conseil suprême de Lituanie) de Lituanie depuis son incorporation forcée à l'URSS.

### Caucase

#### Blocus de l'Azerbaïdjan
Le 16 juillet 1989, le Front populaire d'Azerbaïdjan tint son premier congrès et élit Aboulfaz Eltchibeï, qui deviendrait président, à la présidence. Le 19 août, 600 000 manifestants bloquèrent la place Lénine de Bakou (aujourd'hui la place Azadliq) pour exiger la libération des prisonniers politiques. Dans la seconde moitié de 1989, des armes furent distribuées ( par qui ? à qui ? ) dans le Haut-Karabakh. Lorsque les Karabakhis s’emparèrent d’armes de petit calibre pour remplacer les fusils de chasse et les arbalètes, les pertes en vies humaines commencèrent à se multiplier, des ponts furent détruits, des routes bloquées et des otages capturés.
Dans une tactique nouvelle et efficace, le Front populaire lança un blocus ferroviaire de l'Arménie, ce qui provoqua des pénuries d'essence et de denrées alimentaires car 85 % du fret de l'Arménie provenait d'Azerbaïdjan. Sous la pression du Front populaire, les autorités communistes d’Azerbaïdjan commencèrent à faire des concessions. Le 25 septembre, ils adoptèrent une loi sur la souveraineté qui donnait la priorité à la loi azerbaïdjanaise et le 4 octobre, le Front populaire fut autorisé à se faire enregistrer en tant qu'organisation légale tant qu'il levait le blocus. Les communications entre l’Azerbaïdjan et l’Arménie ne se rétablirent jamais complètement. Les tensions continuèrent à s'intensifier et le 29 décembre, des militants du Front populaire saisirent les bureaux du parti à Jalilabad, faisant plusieurs dizaines de blessés.

#### Le comité arménien du Karabagh libéré
Le 31 mai 1989, les 11 membres du Comité du Karabakh, incarcérés sans jugement dans la prison de Matrosskaïa Tichina à Moscou, furent relâchés et rentrèrent chez eux pour un accueil en héros. Peu de temps après sa libération, Levon Ter-Petrossian, universitaire, fut élu président du Mouvement national pan-arménien d'opposition anticommuniste. Il déclara ensuite que c'était en 1989 qu'il avait commencé à considérer l'indépendance totale comme son objectif.

#### Massacre de Tbilissi, Géorgie
Le 7 avril 1989, des troupes soviétiques et des transports de troupes blindés furent envoyés à Tbilissi après que plus de 100 000 personnes eurent manifesté devant le siège du Parti communiste avec des banderoles appelant à la séparation de la Géorgie de l'Union soviétique et à l'intégration complète de l'Abkhazie. Le 9 avril 1989, des troupes attaquèrent les manifestants, et une vingtaine de personnes furent tuées et plus de 200 blessées. Cet événement radicalisa la politique géorgienne, en amenant beaucoup à conclure que l'indépendance était préférable au maintien du régime soviétique. Le 14 avril, Gorbatchev limogea Jumber Patiashvili en tant que premier secrétaire du parti communiste géorgien et le remplaça par l'ancien chef du KGB géorgien, Givi Gumbaridze.
Le 16 juillet 1989, dans la capitale de l'Abkhazie, Soukhoumi, une manifestation contre l'ouverture d'une antenne géorgienne dans la ville provoqua une violence qui dégénéra rapidement en une confrontation inter-ethnique de grande ampleur au cours de laquelle il y eut 18 morts et des centaines de blessés avant que les troupes soviétiques ne restaurent l’ordre. Cette émeute marqua le début du conflit géorgien-abkhaze.

### Républiques occidentales

#### Front populaire de Moldavie
Lors des élections au Congrès des députés du peuple du 26 mars 1989, 15 des 46 députés moldaves envoyés à Moscou étaient des partisans du mouvement démocratique. Le congrès fondateur du Front populaire de Moldavie a lieu deux mois plus tard, le 20 mai 1989. Lors de son deuxième congrès (30 juin - 1er juillet 1989), Ion Hadârcă en fut élu président.
Le Front se manifesta d'abord par une série de manifestations connue sous le nom de Grande Assemblée nationale (en roumain : Marea Adunare Naţională). Ces manifestations de masse, dont une à laquelle assistèrent 300 000 personnes le 27 août, convainquirent le Soviet suprême de Moldavie d’adopter la loi sur les langues, revenant au roumain comme langue officielle de la République et à son alphabet latin (voir système moldave officiel de translittération des caractères cyrilliques).

#### Mouvements de contestation et de libération en Ukraine
En Ukraine, Lviv et Kiev célébrèrent le jour de l'indépendance de l'Ukraine le 22 janvier 1989. Des milliers de personnes se réunirent à Lviv pour un moleben (service religieux) non autorisé devant la cathédrale Saint-Georges. À Kiev, 60 militants se réunirent dans un appartement à Kiev pour commémorer la proclamation de la République populaire ukrainienne en 1918. Les 11 et 12 février 1989, la Société de la langue ukrainienne tint son congrès fondateur. Le 15 février 1989, la formation du comité d'initiative pour le renouveau de l'église ukrainienne autocéphale orthodoxe fut annoncée. Le programme et les statuts du mouvement furent proposés par l'Union des écrivains d'Ukraine et publiés dans la revue Literaturna Ukraina le 16 février 1989. L'organisation avait pour affiche les dissidents ukrainiens tels que Viatcheslav Tchornovil.
Fin février, de grands rassemblements publics eurent lieu à Kiev pour protester contre les lois électorales, à la veille des élections au Congrès des députés du peuple de l'URSS, le 26 mars, et pour demander la démission du premier secrétaire du Parti communiste ukrainien Volodymyr Chtcherbytskiï, raillé comme « le mastodonte de la stagnation ». Les manifestations coïncidèrent avec une visite en Ukraine du président soviétique Gorbatchev. Le 26 février 1989, entre 20 000 et 30 000 personnes participèrent à un service commémoratif œcuménique non autorisé à Lviv, à l'occasion de l'anniversaire de la mort de l'artiste ukrainien et nationaliste Taras Chevtchenko, du XIXe siècle.
Le 4 mars 1989, la société des mémoires, engagée à honorer les victimes du stalinisme et à purifier la société des pratiques soviétiques, fut fondée à Kiev. Un rassemblement public a eu lieu le lendemain. Le 12 mars, une réunion préélectorale organisée à Lviv par l'Union ukrainienne d'Helsinki et la Société mariale Myloserdia (« Compassion ») fut violemment dispersée et près de 300 personnes personnes furent arrêtées. Le 26 mars, des élections eurent lieu au sein de l’union du Congrès des députés du peuple. Des élections partielles eurent lieu les 9 avril, 14 mai et 21 mai. Parmi les 225 députés ukrainiens, la plupart étaient des conservateurs, bien qu'une poignée de progressistes aient été retenus.
Du 20 au 23 avril 1989, des réunions préélectorales se tinrent à Lviv pendant quatre jours consécutifs, attirant jusqu'à 25 000 personnes. L'action comprenait une grève d'avertissement d'une heure dans huit usines et institutions locales. Il s'agissait de la première grève du travail à Lviv depuis 1944. Le 3 mai, un rassemblement pré-électoral attira 30 000 personnes personnes à Lviv. Le 7 mai, la Memorial Society organisa une réunion de masse à Bykivnia, où se trouve le charnier de victimes ukrainiennes et polonaises du terrorisme stalinien. Après une marche de Kiev jusqu’au site, un service commémoratif fut organisé.
De mi-mai à septembre 1989, des grévistes de la faim ukrainiens gréco-catholiques organisèrent une manifestation contre l'Arbat (?) de Moscou pour attirer l'attention sur le sort tragique de leur église. Ils furent particulièrement actifs lors de la session de juillet du Conseil œcuménique des Eglises à Moscou. La manifestation prit fin par l'arrestation des membres du groupe le 18 septembre. Le 27 mai 1989 eut lieu la conférence de fondation de la Société commémorative régionale de Lviv. Le 18 juin 1989, environ 100 000 fidèles participèrent à des services religieux publics à Ivano-Frankivsk, dans l'ouest de l'Ukraine, en réponse à l'appel lancé par le cardinal Myroslav Lubachivsky pour une journée de prière internationale.
Le 19 août 1989, la paroisse orthodoxe russe de Saint Pierre et Paul annonça son intention de passer à l’église orthodoxe autocéphale ukrainienne. Le 2 septembre 1989, des dizaines de milliers de citoyens ukrainiens protestèrent contre un projet de loi électorale qui réservait des sièges spéciaux au Parti communiste et à d'autres organisations officielles : 50 000 à Lviv, 40 000 à Kiev, 10 000 à Jytomyr, 5 000 chacun à Dniprodzerzhynsk et Chervonohrad, et 2 000 à Kharkiv. Du 8 au 10 septembre 1989, l'écrivain Ivan Drach fut élu à la tête du Mouvement populaire ukrainien Rukh lors de son congrès fondateur à Kiev. Le 17 septembre, entre 150 000 et 200 000 personnes défilèrent à Lviv pour demander la légalisation de l’église gréco-catholique ukrainienne. Le 21 septembre 1989, l'exhumation d'une fosse commune commença à Demianiv Laz, une réserve naturelle située au sud d'Ivano-Frankivsk. Le 28 septembre, Volodymyr Chtcherbytskiï, premier secrétaire du Parti communiste ukrainien, héritage de l'époque de Brejnev, fut remplacé par Vladimir Ivachko.
Le 1er octobre 1989, une manifestation pacifique rassemblant entre 10 000 et 15 000 personnes fut violemment réprimé devant le stade Droujba de Lviv, où se tenait un concert célébrant l'étatisation par l'Union soviétique des terres ukrainiennes. Le 10 octobre, Ivano-Frankivsk accueillit une manifestation préélectorale à laquelle assistèrent 30 000 personnes. Le 15 octobre, plusieurs milliers de personnes se rassemblèrent à Tchervonohrad, Tchernivtsi, Rivne et Jytomyr ; 500 à Dnipropetrovsk ; et 30 000 à Lviv pour protester contre la loi électorale. Le 20 octobre, des fidèles et des membres du clergé de l’Église orthodoxe autocéphale ukrainienne participèrent à un synode à Lviv, le premier depuis sa liquidation forcée dans les années 1930.
Le 24 octobre, le Soviet suprême de l’Union adopta une loi supprimant les sièges spéciaux pour les représentants du Parti communiste et d'autres organisations officielles. Le 26 octobre, vingt usines de Lviv organisèrent des grèves et des réunions pour protester contre les brutalités policières du 1er octobre et le refus des autorités de poursuivre les responsables présumés. Du 26 au 28 octobre, l'association environnementale Zelenyi Svit (« Amis de la Terre ») tint son congrès fondateur. Le 27 octobre, le Soviet suprême de l'Ukraine adopta une loi supprimant le statut spécial du parti et des autres organisations officielles soviétiques.
Le 28 octobre 1989, le Soviet suprême de l'Ukraine décréta qu'à compter du 1er janvier 1990, l'ukrainien serait la langue officielle de l'Ukraine, tandis que le russe serait utilisé pour la communication entre groupes ethniques. Le même jour, la Congrégation de l'Église de la Transfiguration de Lviv quitta l'Église orthodoxe russe et se proclama église catholique grecque ukrainienne. Le lendemain, des milliers de personnes assistèrent à une cérémonie commémorative à Demianiv Laz. Un symbole provisoire fut placé pour indiquer qu'un monument dédié aux « victimes des répressions de 1939-1941 » allait bientôt être érigé.
À la mi-novembre, la Shevchenko Ukrainian Language Society fut officiellement enregistrée. Le 19 novembre 1989, un rassemblement public à Kiev attira des milliers de personnes en deuil, amis et famille, lors de la réinhumation en Ukraine de trois détenus du tristement célèbre camp du Goulag no 36 à Perm dans les montagnes de l'Oural : les défenseurs des droits de l’homme Vassyl Stous, Oleksiy Tykhy et Yuri Lytvyn. Leurs restes furent réenterrés dans le cimetière Baïkov. Le 26 novembre 1989, à la suite d'une journée de prière et de jeûne proclamée par le cardinal Myroslav Lubachivsky, des milliers de fidèles d'Ukraine occidentale participèrent à des services religieux à la veille d'une réunion entre le pape Jean-Paul II et le président soviétique Gorbatchev. Le 28 novembre 1989, le Conseil des affaires religieuses de la RSS d'Ukraine publia un décret autorisant les congrégations catholiques ukrainiennes à s'enregistrer en tant qu'organisations légales. Le décret fut proclamé le 1er décembre, à l’occasion d’une rencontre au Vatican entre le pape et le président soviétique.
Le 10 décembre 1989, la première célébration de la Journée internationale des droits de l'homme, officiellement sanctionnée, eut lieu à Lviv. Le 17 décembre, environ 30 000 personnes assistèrent à une réunion publique organisée à Kiev par Rukh à la mémoire du lauréat du prix Nobel Andreï Sakharov, décédé le 14 décembre. Le 26 décembre, le Soviet suprême de la RSS d'Ukraine adopta une loi désignant Noël, Pâques et la Fête de la Sainte-Trinité comme des fêtes officielles.
En mai 1989, un dissident soviétique, Moustafa Djemilev, fut élu à la tête du Mouvement national des Tatars de Crimée, nouvellement fondé. Il dirigea également la campagne pour le retour des Tatars de Crimée dans leur pays d'origine, la Crimée, autonome au sein de la république d'Ukraine, après 45 ans d'exil.

#### En Biélorussie
Le 24 janvier 1989, les autorités soviétiques de Biélorussie acceptèrent la demande de l'opposition démocratique de construire un monument commémorant des milliers de victimes de la terreur rouge abattues par le NKVD dans la forêt de Kourapaty, près de Minsk, dans les années 1930.
Le 30 septembre 1989, des milliers de Biélorusses, dénonçant les dirigeants locaux, défilèrent à Minsk pour demander un nettoyage supplémentaire du site de la catastrophe de Tchernobyl, en 1986, en Ukraine. Près de 15 000 manifestants munis de brassards portant les symboles de la radioactivité et le drapeau national rouge et blanc interdit utilisé par le gouvernement biélorusse en exil sous une pluie torrentielle et au mépris d'une interdiction par les autorités locales. Plus tard, ils se rassemblèrent dans le centre-ville, près du siège du gouvernement, où des orateurs exigeaient la démission d'Ifrim Sokolov, dirigeant du parti communiste biélorusse, et appelaient à l'évacuation d'un demi-million de personnes des zones contaminées.

### Républiques d'Asie centrale

#### Emeutes en Ouzbékistan
Des milliers de soldats soviétiques furent envoyés dans la vallée de Ferghana, au sud-est de Tachkent, la capitale ouzbek, pour rétablir l'ordre après des affrontements au cours desquels des Ouzbeks locaux pourchassèrent des membres de la minorité meskhète plusieurs jours après les émeutes du 4 au 11 juin 1989 ; environ 100 personnes furent tuées. Le 23 juin 1989, Gorbatchev limogea Rafiq Nishonov en tant que Premier secrétaire du Parti communiste de la RSS d'Ouzbékistan et le remplaça par Islam Karimov, qui dirigea ensuite l'Ouzbékistan en tant que république soviétique puis en tant qu'État indépendant.

#### Emeutes au Kazakhstan
Au Kazakhstan, le 19 juin 1989, des jeunes hommes portant des armes à feu, des bombes incendiaires, des barres de fer et des pierres se déchaînèrent à Janaozen, faisant de nombreuses victimes. Les jeunes tentèrent de s'emparer d'un poste de police et d'un poste de distribution d'eau. Ils stoppèrent les transports en commun et fermèrent divers magasins et industries. Le 25 juin, les émeutes s'étaient propagées dans cinq autres villes proches de la mer Caspienne. Une foule d'environ 150 personnes armées de bâtons, de pierres et de tiges de métal attaqua le commissariat de police de Manguistaou, à environ 90 kilomètres de Janaozen, avant d'être dispersées par les troupes gouvernementales transportées par hélicoptère. Des groupes de jeunes envahirent également envahi Ieraliev, Chepke, Fort-Chevtchenko et Koulsary, où ils versèrent du liquide inflammable dans des trains abritant des travailleurs temporaires et les incendièrent.
Avec le gouvernement et le PCUS choqués par les émeutes, le 22 juin 1989, à la suite de ces émeutes, Gorbatchev destitua Guennady Kolbine (d'origine russe dont la nomination avait provoqué des émeutes en décembre 1986) en tant que premier secrétaire du Parti communiste du Kazakhstan. Il fut remplacé par Noursoultan Nazarbaïev, d'origine ethnique Kazakh qui dirigea ensuite le Kazakhstan en tant que république soviétique et par la suite après l'indépendance. Nazarbaïev dirigera le Kazakhstan pendant 27 ans jusqu'à sa démission en tant que Président, le 19 mars 2019.

## 1990

### Le PCUS perd six républiques
Le 7 février 1990, le Comité central du PCUS accepta la recommandation de Gorbatchev de renoncer à son monopole sur le pouvoir politique. En 1990, les quinze républiques constitutives de l'URSS tinrent leurs premières élections libres et compétitives. Les réformateurs et les nationalistes ethniques remportèrent de nombreux sièges. Le PCUS perdit les élections dans six républiques, où les députés indépendantistes devinrent majoritaires, coalisés en divers mouvements :
- En Lituanie, le Sąjūdis, le 24 février (deuxième tour des élections, les 4, 7, 8 et 10 mars)
- En Moldavie, le Front populaire de Moldavie, le 25 février
- En Estonie, le Front populaire estonien, le 18 mars
- En Lettonie, le Front populaire de Lettonie, le 18 mars (élections au second tour les 25 mars, 1er et 29 avril)
- En Arménie, au Mouvement national pan-arménien, le 20 mai (deuxième tour des élections, les 3 juin et 15 juillet)
- En Géorgie, le mouvement Table ronde, le 28 octobre (deuxième tour l'élection du 11 novembre)

Les assemblées constituantes commencèrent à déclarer leurs souverainetés nationales et entamèrent une « guerre des lois » avec le gouvernement central de Moscou. Ils rejetèrent la législation de l’Union Soviétique contraire aux lois locales, affirmèrent le contrôle de leur économie et refusèrent de payer des impôts soviétiques. Landsbergis, président du Conseil suprême de Lituanie, exempta également les hommes lituaniens du service obligatoire dans les forces armées soviétiques. Ces conflits provoquèrent des dysfonctionnements économiques dus à la perturbation des réseaux d'approvisionnement, et à un nouveau déclin de l'économie soviétique.

### De la RSFSR à l'URSS et retour?
Le 4 mars 1990, la république socialiste fédérative soviétique de Russie tint des élections relativement libres pour le Congrès des députés du peuple de Russie. Boris Eltsine fut élu député, représentant la ville de Sverdlovsk, en recueillant 72 % des voix, puis, le 29 mai 1990, il fut élu président du Soviet suprême de la RSFSR, alors que Gorbatchev avait demandé aux députés russes de ne pas voter pour lui.
Eltsine était soutenu par des membres démocrates et conservateurs du Soviet suprême, qui cherchaient à prendre le pouvoir dans la situation politique en constante évolution. Une nouvelle lutte de pouvoir apparut entre la RSFSR et l'Union soviétique. Le 12 juin 1990, le Congrès des députés du peuple de la RSFSR adopta une déclaration de souveraineté. Le 12 juillet 1990, Eltsine démissionna du Parti communiste dans un discours dramatique prononcé au 28ème Congrès.

### Républiques baltes

#### Lituanie
La visite de Gorbatchev dans la capitale lituanienne, Vilnius, du 11 au 13 janvier 1990, provoqua un rassemblement en faveur de l'indépendance auquel environ 250 000 personnes assistèrent.
Le 11 mars, le nouveau parlement de la RSS de Lituanie élut Vytautas Landsbergis, le dirigeant de Sąjūdis, à la présidence et proclama l'acte de rétablissement de l'État de Lituanie, faisant de la Lituanie la première république soviétique à se séparer de l’URSS. Le gouvernement central soviétique russe réagit par un blocus économique et maintint des troupes en Lituanie « pour protéger les droits des Russes ethniques ».

#### Estonie
Le 25 mars 1990, le parti communiste estonien vota en faveur de la scission du PCUS après une période de transition de six mois.
Le 30 mars 1990, le Conseil suprême de l'Estonie déclara illégale l'occupation russe et soviétique de l'Estonie depuis la Seconde Guerre mondiale et commença à rétablir l'Estonie en tant qu'État indépendant.
Le 3 avril 1990, Edgar Savisaar, du Front populaire d'Estonie, fut élu président du Conseil des ministres (ce qui équivaut à être Premier ministre).

#### Lettonie
La Lettonie déclara le rétablissement de son indépendance le 4 mai 1990 avec une déclaration stipulant une période de transition pour accéder à l'indépendance complète. La Déclaration disait que, bien que la Lettonie ait perdu son indépendance de fait au cours de la Seconde Guerre mondiale, le pays était resté de droit comme un pays souverain parce que l'annexion avait été inconstitutionnelle et contre la volonté du peuple letton. La déclaration indiquait également que la Lettonie fonderait ses relations avec l'Union soviétique sur la base du traité de paix entre la Lettonie et l'Union soviétique de 1920, aux termes duquel l'Union soviétique reconnaissait l'indépendance de la Lettonie comme inviolable « pour toutes les années à venir ». Le 4 mai est maintenant une fête nationale en Lettonie.
Le 7 mai 1990, Ivars Godmanis du Front populaire de Lettonie fut élu président du Conseil des ministres (l'équivalent du Premier ministre de la Lettonie).

### Caucase

#### Janvier noir d'Azerbaïdjan
Au cours de la première semaine de janvier 1990, dans l’exclave azerbaïdjanaise de Nakhitchevan, le Front populaire dirigea les foules lors de la prise d'assaut et de la destruction des barrières et des tours de guet situées le long de la frontière iranienne, et des milliers d'Azerbaïdjanais soviétiques traversèrent la frontière pour rencontrer leurs cousins ethniques en Azerbaïdjan iranien. C'était la première fois que l'Union soviétique perdait le contrôle d'une frontière extérieure.
Les tensions ethniques entre les Arméniens et les Azerbaïdjanais s'étaient accrues au printemps et à l'été 1988. Le 9 janvier 1990, après que le parlement arménien eut voté l'inclusion du Haut-Karabagh dans son budget, de nouveaux combats éclatèrent, des otages furent capturés et quatre soldats soviétiques furent tués. Le 11 janvier, les radicaux du Front populaire prirent d'assaut les bâtiments du parti et renversèrent les pouvoirs communistes dans la ville de Lankaran, dans le sud du pays. Gorbatchev se résolut à reprendre le contrôle de l'Azerbaïdjan. Les événements qui suivirent furent connus sous le nom de « Janvier Noir ». Tard le 19 janvier 1990, après avoir fait sauter la télévision centrale et coupé les lignes téléphoniques et la radio, 26 000 soldats soviétiques entrèrent dans la capitale azerbaïdjanaise, Bakou, brisant des barricades, attaquant les manifestants et tirant sur la foule. Plus de 130 personnes décédèrent cette nuit-là et au cours d'affrontements ultérieurs (qui durèrent jusqu'en février). La plupart d'entre eux étaient des civils. Plus de 700 civils furent blessés, des centaines furent arrêtés, mais seuls quelques-uns furent réellement jugés pour des infractions pénales présumées.
Les libertés civiles souffrirent. Le ministre soviétique de la Défense, Dmitri Iazov, déclara que le recours à la force à Bakou visait à empêcher le contrôle de facto du gouvernement azerbaïdjanais par l'opposition non communiste, à empêcher leur victoire aux prochaines élections libres (prévues pour mars 1990), à les détruire en tant que force politique et pour veiller à ce que le gouvernement communiste reste au pouvoir. C’était la première fois que l'armée soviétique s’emparait de l'une de ses propres villes.
L'armée avait pris le contrôle de Bakou, mais le 20 janvier, elle avait essentiellement perdu l'Azerbaïdjan. Presque toute la population de Bakou assista aux funérailles de masse de « martyrs » enterrés dans l'allée des martyrs. Des milliers de membres du Parti communiste brûlèrent publiquement leurs cartes de parti. Le premier secrétaire Abdurrahman Vazirov s’installa à Moscou et Aïaz Mutalibov fut nommé comme son successeur lors d'un vote libre des responsables du parti. Le russe Wiktor Polaniczko resta le deuxième secrétaire et garda le pouvoir. En réaction aux actions soviétiques à Bakou et à leur soutien à l'Arménie dans le conflit, Sakina Aliyeva, présidente du præsidium du Soviet suprême de la république socialiste soviétique autonome du Nakhitchevan, convoqua une session extraordinaire au cours de laquelle il fut débattu de la possibilité pour le Nakhitchevan de se séparer ou non de l’URSS en vertu de l’article 81 de la Constitution soviétique. Décidant que c'était légal, les députés préparèrent une déclaration d'indépendance, qu'Aliyeva signa et présenta le 20 janvier à la télévision nationale. Ce fut la première déclaration de sécession par une région de l'URSS. Les actions d'Aliyeva et du Soviet de Nakhitchevan furent dénoncées par des représentants du gouvernement soviétique qui la forcèrent à démissionner, et la tentative d'indépendance avorta.
En Azerbaïdjan, à la suite de la prise de contrôle des durs, les élections du 30 septembre 1990 (le second tour le 14 octobre) se caractérisèrent par des actes d'intimidation. Plusieurs candidats du Front populaire furent emprisonnés, deux furent assassinés et des bourrages électoraux eurent lieu sans encombre, même en présence d'observateurs occidentaux. Les résultats des élections reflétaient l'environnement menaçant. Sur les 350 membres, 280 étaient des communistes, avec seulement 45 candidats de l'opposition issus du Front populaire et d'autres groupes non communistes, qui formaient ensemble un bloc démocratique. En mai 1990, Mutalibov fut élu président du Soviet suprême sans opposition.

### Républiques occidentales

#### «Ponts de fleurs» en Moldavie
Après que le communisme ait été abandonné en Roumanie, les Moldaves des deux rives de la rivière Prut qui sépare la Moldavie roumaine de la Moldavie soviétique se massèrent sur les ponts, qu'ils couvrirent de fleurs tandis que des familles depuis longtemps séparées, se retrouvèrent en liesse (épisode des « Ponts de Fleurs ») et à partir de ce moment, le Front populaire moldave devint de plus en plus unioniste, ce qui poussa les minorités pro-soviétiques à constituer leur propre mouvement appelé Interfront et, en Gagaouzie et en Transnistrie, à réclamer au Politburo le maintien de leurs régions (Gagaouzie, Transnistrie) en URSS et leur séparation de la République moldave.

#### Chaîne humaine en Ukraine
Le 21 janvier 1990, le mouvement indépendantiste Rukh organisa une chaîne humaine de 480 km entre Kiev, Lviv et Ivano-Frankivsk. Des centaines de milliers de personnes unirent leurs efforts pour commémorer la proclamation de l'indépendance de l'Ukraine en 1918 et la réunification de ses terres un an plus tard (loi d'unification de 1919). Le 23 janvier 1990, l'Église gréco-catholique ukrainienne tint son premier synode depuis sa liquidation par les Soviétiques en 1946 (un acte que le rassemblement déclarait invalide). Le 9 février 1990, le ministère de la Justice ukrainien légalisa officiellement le Rukh. Cependant, les inscriptions arrivèrent trop tard pour que Rukh puisse présenter ses propres candidats aux élections législatives et locales du 4 mars. Lors des élections de 1990 aux députés du peuple au Conseil suprême (Verkhovna Rada), des candidats du bloc démocratique remportèrent des victoires écrasantes dans les oblasts de l’ouest ukrainien où le nationalisme ukrainien est plus présent qu'à l'est du pays. Une majorité des sièges dut tenir des élections au second tour. Le 18 mars, les candidats démocrates remportèrent de nouvelles victoires au second tour. Le bloc démocratique remporta environ 90 sièges sur 450 au sein du nouveau parlement.
Le 6 avril 1990, le conseil municipal de Lviv vota en faveur du retour de la cathédrale Saint-George à l'église ukrainienne catholique. L'église orthodoxe russe refusa de céder. Les 29 et 30 avril 1990, l'Union ukrainienne d'Helsinki se dissout pour former le parti républicain ukrainien. Le 15 mai, le nouveau parlement se réunit. Le bloc des communistes conservateurs détenait 239 sièges. Le bloc démocratique, devenu le Conseil national, comptait 125 députés. Le 4 juin 1990, deux candidats restaient dans la course prolongée à la présidence du Parlement. Le chef du Parti communiste d'Ukraine (PCU), Volodymyr Ivachko, fut élu avec 60 % des voix, plus de 100 députés de l'opposition ayant boycotté l'élection. Les 5 et 6 juin 1990, le métropolite Mstyslav de l'Église orthodoxe ukrainienne basée aux États-Unis fut élu patriarche de l'Église orthodoxe autocéphale ukrainienne ( EOAU) lors du premier synode de cette église. L'EOAU déclara être pleinement indépendant du patriarcat de Moscou de l'Église orthodoxe russe, qui avait accordé en mars l'autonomie à l'église orthodoxe ukrainienne dirigée par le métropolite Filaret.
Le 22 juin 1990, Volodymyr Ivachko retira sa candidature au poste de dirigeant du Parti communiste ukrainien en raison de ses nouvelles fonctions au Parlement. Stanislav Hourenko fut élu premier secrétaire du PCU. Le 11 juillet, Ivachko démissionna de son poste de président du Parlement ukrainien après avoir été élu secrétaire général adjoint du Parti communiste de l'Union soviétique. Le Parlement accepta sa démission une semaine plus tard, le 18 juillet. Le 16 juillet, le Parlement approuva à une écrasante majorité la Déclaration sur la souveraineté de l'Ukraine - avec un vote de 355 voix pour et quatre voix contre. Les députés du peuple votèrent à 339 voix contre 5 pour proclamer le 16 juillet fête nationale ukrainienne.
Le 23 juillet 1990, Leonid Kravtchouk fut élu pour remplacer Ivachko à la présidence du Parlement. Le 30 juillet, le Parlement adopta une résolution sur le service militaire ordonnant aux soldats ukrainiens « dans des régions de conflit national telles que l'Arménie et l'Azerbaïdjan » de retourner sur le territoire ukrainien. Le 1er août, le Parlement vota massivement en faveur de la fermeture de la centrale nucléaire de Tchernobyl. Le 3 août, il adopta une loi sur la souveraineté économique de la République ukrainienne. Le 19 août, la première liturgie catholique ukrainienne en 44 ans fut célébrée à la cathédrale Saint-George. Du 5 au 7 septembre, le Symposium international sur la grande famine de 1932-1933 se tint à Kiev. Le 8 septembre, le premier rassemblement « Jeunesse pour le Christ » depuis 1933 se tint à Lviv, avec 40 000 participants. Les 28 et 30 septembre, le parti vert d'Ukraine tint son congrès fondateur. Le 30 septembre, près de 100 000 personnes manifestèrent à Kiev pour protester contre le nouveau traité d'union proposé par Gorbatchev.
Le 1er octobre 1990, le Parlement se réunit de nouveau après des manifestations de masse réclamant la démission de Kravtchouk et du Premier ministre Vitaliy Massol, un reliquat du régime précédent. Les étudiants érigèrent une ville de tentes sur la place de la révolution d'Octobre, où ils poursuivirent la manifestation.
Le 17 octobre, Massol démissionna et le 20 octobre, le patriarche Mstyslav Ier de Kiev et de toute l'Ukraine arriva à la cathédrale Sainte-Sophie, mettant ainsi fin à un bannissement de 46 ans de son pays natal. Le 23 octobre 1990, le Parlement vota en faveur de la suppression de l'article 6 de la Constitution ukrainienne, qui faisait référence au « rôle dirigeant » du Parti communiste.
Les 25 et 28 octobre 1990, Roukh tint son deuxième congrès et déclara que son objectif principal était le « renouvellement de l'État indépendant pour l'Ukraine ». Le 28 octobre, des fidèles de l'EUOC, soutenus par des catholiques ukrainiens, manifestèrent près de la cathédrale Sainte-Sophie alors que le patriarche Aleksei et le métropolite Filaret, nouvellement élus, avaient célébré la liturgie au sanctuaire. Le 1er novembre, les dirigeants de l'Église catholique grecque ukrainienne et de l'Église orthodoxe autocéphale ukrainienne, respectivement le métropolite Volodymyr Sterniuk et le patriarche Mstyslav, se rencontrèrent à Lviv à l'occasion des commémorations de la proclamation de 1918 de la république populaire d'Ukraine occidentale.
Le 18 novembre 1990, l'Église orthodoxe autocéphale ukrainienne intronisa Mstyslav en patriarche de Kiev et de toute l'Ukraine lors de cérémonies organisées à la cathédrale Sainte-Sophie. Le 18 novembre également, le Canada annonça que son consul général à Kiev serait le ministre ukraino-canadien Nestor Gayowsky. Le 19 novembre, les États-Unis annoncèrent que leur consul à Kiev serait l'ukraino-américain John Stepanchuk. Le 19 novembre, les présidents des parlements ukrainien et russe, respectivement, Kravtchouk et Eltsine, signèrent un pacte bilatéral de dix ans. Au début de décembre 1990, le Parti de la renaissance démocratique de l'Ukraine fut fondé. Le 15 décembre, le parti démocratique d'Ukraine fut fondé.

### Républiques d'Asie centrale

#### Tadjikistan: émeutes de Douchanbé
Du 12 au 14 février 1990, des émeutes antigouvernementales eurent lieu à Douchanbé, la capitale du Tadjikistan, alors que la tension montait entre les Tadjiks nationalistes et les réfugiés d'ethnie arménienne, à la suite du pogrom de Soumgaït et des émeutes anti-arméniennes en Azerbaïdjan en 1988. Au cours de ces émeutes dirigées par le mouvement nationaliste Rastokhez devenu violent, des réformes économiques et politiques radicales furent demandées par les manifestants qui, à leur tour, incendièrent des bâtiments gouvernementaux, des magasins et d’autres entreprises furent attaqués et pillés. 26 personnes furent tuées et 565 personnes furent blessées.

#### Kirghizie: massacre d'Och
En juin 1990, la ville d'Och et ses environs furent le théâtre d'affrontements ethniques sanglants entre le groupe nationaliste kirghize Osh Aymaghi et le groupe nationaliste ouzbek Adolat sur le terrain d'un ancien kolkhoze. Il y a eu environ 1 200 victimes, dont plus de 300 morts et 462 blessés graves. Les émeutes éclatèrent à propos de la répartition des ressources en terres dans et autour de la ville.

## 1991

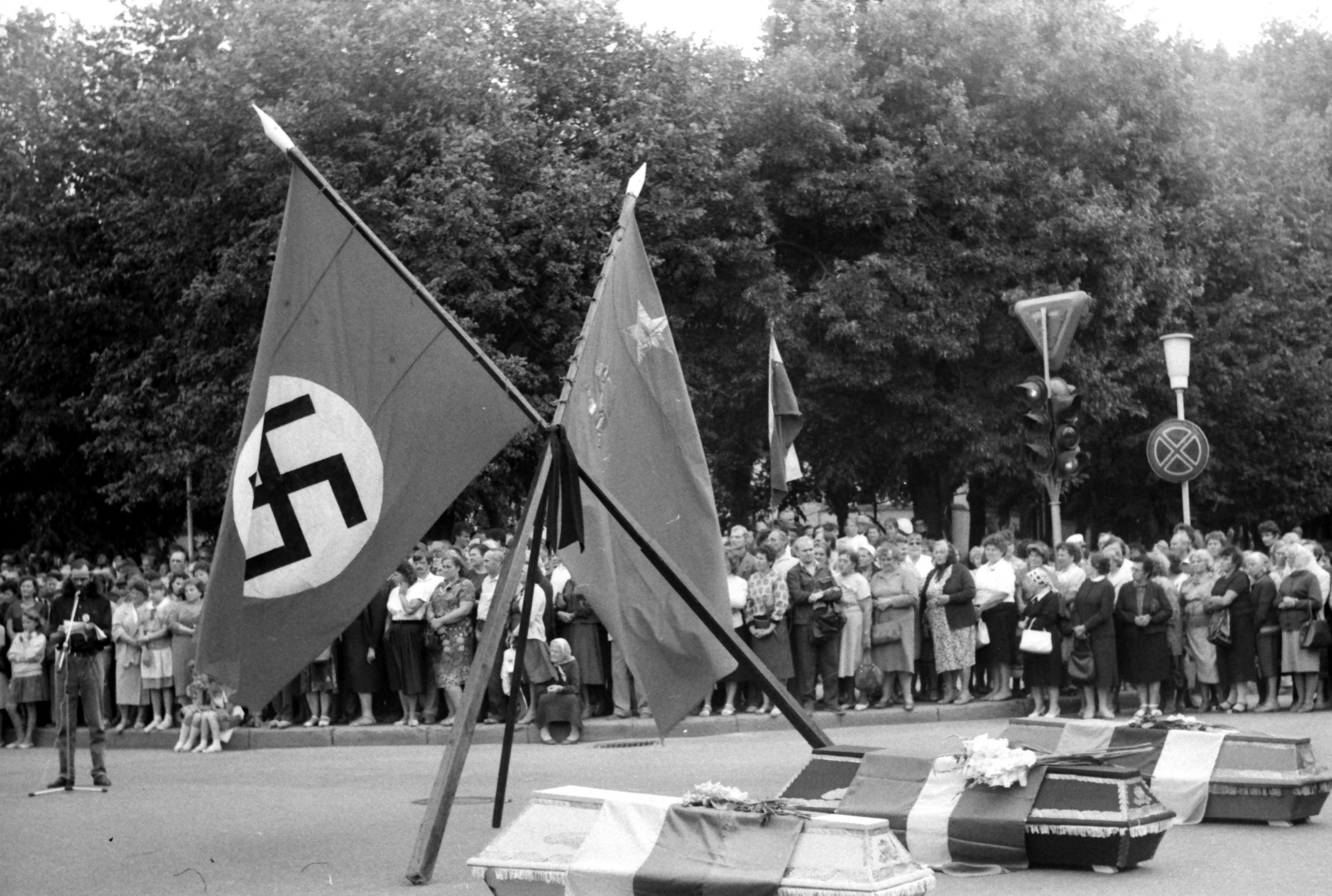
La manifestation « Baltic Road » à Šiauliai, en Lituanie, en 1989. Les cercueils sont décorés des drapeaux nationaux des trois républiques baltes et ont été symboliquement placés sous les drapeaux de l'URSS et de l'Allemagne nazie.

### La crise de Moscou
Le 14 janvier 1991, Nikolaï Ryjkov démissionne de ses fonctions de président du Conseil des ministres ou de premier ministre de l'Union soviétique et est remplacé par Valentin Pavlov au poste nouvellement créé de Premier ministre de l'Union soviétique.

### Référendum sur la préservation de l'Union soviétique
Le 17 mars 1991, lors d'un référendum à l'échelle de l'Union, 76,4 % des électeurs approuvent le maintien d'une Union soviétique réformée. Les républiques baltes, l'Arménie, la Géorgie et la Moldavie boycottèrent le référendum, de même que la Tchétchénie-Ingouchie (république autonome de la Russie fortement désireuse d'indépendance et désormais appelée Ichkérie). Dans chacune des neuf autres républiques, une majorité d'électeurs soutinrent le maintien d'une Union soviétique réformée.

### Le président russe Boris Eltsine
Le 12 juin 1991, Boris Eltsine remporta 57 % des suffrages lors des élections démocratiques en république de Russie, battant ainsi Nikolaï Ryjkov, le candidat préféré de Gorbatchev, qui obtint 16 % des voix. Après l'élection de Eltsine à la présidence, la Russie se déclara indépendante. Dans sa campagne électorale, Eltsine critiquait la « dictature du centre », mais ne laissait pas encore entendre qu'il introduirait une économie de marché.

### Républiques baltes

#### Lituanie
Le 13 janvier 1991, les troupes soviétiques et le groupe Alpha du KGB Spetsnaz prirent d'assaut la tour de télévision de Vilnius en Lituanie pour réprimer le mouvement indépendantiste. Quatorze civils non armés furent tués et des centaines d'autres blessés. Dans la nuit du 31 juillet 1991, l’unité russe OMON de Riga, le quartier général de l'armée soviétique dans les pays baltes, attaqua le poste frontière lituanien à Medininkai et tua sept soldats lituaniens. Cet événement affaiblit encore la position de l'Union soviétique sur le plan international et national et renforça la résistance lituanienne.

#### Lettonie
Les attaques sanglantes en Lituanie incitèrent les Lettons à organiser des barricades défensives (les événements sont encore connus aujourd'hui sous le nom de « Les Barricades », bloquant l'accès aux bâtiments officiels et aux ponts d'importance stratégique de Riga. Les attaques soviétiques des jours suivants firent sept morts et plusieurs blessés.
Estonie
Lorsque l'Estonie rétablit officiellement son indépendance pendant le coup d'État (voir ci-dessous) du 20 août 1991, à 23 h 03, heure de Tallinn, de nombreux volontaires estoniens encerclèrent la tour de télévision de Tallinn afin d'empécher la coupure de canaux de communication après que les troupes soviétiques se sont emparés d’elle et refusèrent de se laisser intimider par les troupes soviétiques. Quand Edgar Savisaar affronta les troupes soviétiques pendant dix minutes, elles se retirèrent finalement de la tour de télévision après une résistance manquée contre les Estoniens.

### Putsch d'août
Face au séparatisme croissant, Gorbatchev chercha à restructurer l'Union soviétique en un État moins centralisé. Le 20 août 1991, la RSFS de Russie devait signer un traité de nouvelle Union qui aurait transformé l'Union soviétique en une fédération de républiques indépendantes avec un président, une politique étrangère et militaire communs. Il était fortement soutenu par les républiques d’Asie centrale, qui avaient besoin des avantages économiques d’un marché commun pour prospérer. Cependant, cela aurait signifié un certain degré de contrôle continu du Parti communiste sur la vie économique et sociale.
Les réformistes plus radicaux étaient de plus en plus convaincus qu'une transition rapide vers une économie de marché était nécessaire, même si le résultat final signifiait la désintégration de l'Union soviétique en plusieurs États indépendants. L’indépendance fut également approuvée par les aspirations d’Eltsine à la présidence de la fédération de Russie, ainsi que par celles des autorités régionales et locales de se débarrasser du contrôle omniprésent de Moscou. Contrairement à la réaction tiède des réformateurs au traité, les conservateurs, les « patriotes » et les nationalistes russes de l'URSS - toujours forts au sein du PCUS et de l'armée - étaient opposés à l'affaiblissement de l'État soviétique et de sa structure de pouvoir centralisée.
Le 19 août 1991, le vice-président de Gorbatchev, Gennady Yanaïev, le Premier ministre Valentin Pavlov, le ministre de la Défense, Dmitry Iazov, le chef du KGB, Vladimir Krioutchkov, et d'autres hauts fonctionnaires empêchèrent la signature du traité en formant le « Comité général de l'état d'urgence », qui mit Gorbatchev, alors en vacances à Foros en Crimée, en résidence surveillée et lui coupa toutes ses communications. Les chefs du coup d’état publièrent un décret d'urgence suspendant l'activité politique et interdisant la plupart des journaux.
Les organisateurs du coup d’état s'attendaient à un soutien populaire, mais constatèrent que l'opinion publique dans les grandes villes et les républiques était majoritairement contre eux, ce qui se manifesta par des manifestations publiques, notamment à Moscou. Le président russe de la RSFSR, Eltsine, condamna le coup d’état et recueillit le soutien de la population.
Des milliers de Moscovites vinrent défendre la Maison blanche (le parlement de la fédération de Russie et le bureau de Eltsine), le siège symbolique de la souveraineté russe à l'époque. Les organisateurs essayèrent d’arrêter Eltsine mais finalement échouèrent. Il rallia l'opposition au coup d'État en prononçant des discours devant un tank. Les forces spéciales dépêchées par les chefs du coup d’état prirent position près de la Maison Blanche, mais leurs membres refusèrent de prendre d'assaut le bâtiment barricadé. Les dirigeants du coup d’état négligèrent également de brouiller les émissions des journaux étrangers, de sorte que beaucoup de Moscovites regardèrent les évènements se dérouler en direct sur CNN. Même Gorbatchev, isolé, sut rester au courant du développement du coup d'état en captant la BBC sur une petite radio à transistor.
Après trois jours, le 21 août 1991, le coup d’état s’effondra. Les organisateurs furent arrêtés et Gorbatchev réintégrait son poste de président, bien que son pouvoir ait été considérablement réduit.

### Effondrement de l'URSS: août – décembre 1991
Le 24 août 1991, Gorbatchev dissout le Comité central du PCUS, démissionna de ses fonctions de secrétaire général du parti et dissout toutes les unités du parti au sein du gouvernement. Le Conseil suprême de l'Ukraine promulgua la déclaration d'indépendance de l'Ukraine le même jour, marquant ainsi le début de la fin de l'URSS dans son ensemble. Cinq jours plus tard, le Soviet suprême d'URSS suspendit indéfiniment toutes les activités du PCUS sur le territoire soviétique, mettant ainsi fin à la domination communiste en Union soviétique et à la dissolution de la seule force unificatrice du pays. Gorbatchev créa le 5 septembre un Conseil d'État de l'Union soviétique, chargé de le placer dans une direction collective, ainsi que les plus hauts responsables des républiques restantes, capables de nommer un premier ministre de l’Union soviétique. Cela ne fonctionna jamais correctement, bien qu'Ivan Silaïev ait de facto pris ses fonctions au sein du Comité sur la gestion opérationnelle de l'économie soviétique et du Comité économique inter-États et tenta de former un gouvernement doté de pouvoirs qui diminuaient rapidement.
L'Union soviétique s'effondra à une vitesse vertigineuse au dernier trimestre de 1991. Entre août et décembre, 10 républiques déclarèrent leur indépendance, principalement par crainte d'un autre coup d'État. Comme indiqué précédemment, l'Ukraine rompit ses liens avec l'Union après les États Baltes. À la fin du mois de septembre, Gorbatchev n'avait plus le pouvoir d'influencer sur les événements en dehors de Moscou, où même dans la capitale il était mis au défi par Eltsine, qui avait commencé à prendre en charge ce qui restait du gouvernement soviétique, y compris le Kremlin.
Le 17 septembre 1991, les résolutions 46/4, 46/5 et 46/6 de l'Assemblée générale de l'ONU admirent l'Estonie, la Lettonie et la Lituanie aux Nations unies, conformément aux résolutions 709, 710 et 711 du Conseil de sécurité adoptées le 12 septembre sans vote.
Le 7 novembre 1991, la plupart des journaux qualifiaient le pays d'« ancienne Union soviétique ».
La dernière étape de l'effondrement de l'Union soviétique débuta par le référendum populaire ukrainien du 1er décembre 1991, au cours duquel 90 % des électeurs optèrent pour l'indépendance. La sécession de l'Ukraine, deuxième puissance de l'URSS derrière la Russie en matière de pouvoir économique et politique, mit fin à toute chance réaliste pour Gorbatchev de maintenir l'Union soviétique unie, même à une échelle limitée. Les dirigeants des trois républiques slaves, la Russie, l'Ukraine et la Biélorussie convinrent de discuter de solutions de rechange à l'union.
Le 8 décembre, les dirigeants de la Russie, de l'Ukraine et de la Biélorussie se réunirent en secret à Belavejskaïa Pouchtcha, dans l'ouest de la Biélorussie, et signèrent les accords de Belaveja/Bialovèse, proclamant la disparition de l'Union soviétique et annonçant la formation de la Communauté d'États indépendants (CEI) comme une association plus souple à la remplacer. Ils invitèrent également d'autres républiques à rejoindre la CEI. Gorbatchev le[Quoi ?] qualifia de coup d'État inconstitutionnel. Cependant, à ce moment-là, il n'y avait plus aucun doute raisonnable que, comme le dit le préambule des Accords, « l'URSS, en tant que sujet de droit international et de réalité géopolitique, cesse d'exister ».
Le 12 décembre, le Soviet suprême de la RSFS de Russie ratifia officiellement les accords de Bialovèse et renonça au traité d'Union de 1922. Il rappela également les députés russes du Soviet suprême de l'URSS. La légalité de cette action était discutable, car le droit soviétique ne permettait pas à une république de rappeler unilatéralement ses députés. Cependant, personne en Russie ni au Kremlin ne s'y opposa. Les objections de ces derniers n'auraient probablement eu aucun effet, le gouvernement soviétique ayant été effectivement rendu impuissant bien avant décembre. En apparence, cela démontrait que la plus grande république avait officiellement fait sécession. Cependant, ce n'était pas le cas. La Russie soutint apparemment qu'il n'était pas possible de se séparer d'un pays qui n'existait plus. Plus tard dans la journée, Gorbatchev laissa entendre pour la première fois qu'il envisageait de se retirer.
Le 17 décembre 1991, avec 28 pays européens, la Communauté économique européenne et quatre pays non européens, les trois républiques baltes et neuf des douze républiques soviétiques restantes signèrent la Charte européenne de l'énergie à La Haye en tant qu'États souverains.
De jure, URSS et CEI ont coexisté durant trois semaines (12 décembre 1991-31 décembre 1991) d'autant que les accords de Belaveja n'étaient signés que par trois républiques sur douze. Cependant, le 21 décembre 1991, les représentants de 11 des 12 républiques restantes - toutes sauf la Géorgie – signent les accords d'Alma-Ata, confirmant la dissolution de l'Union pour la fin de l'année et établissant officiellement la CEI. Ils « acceptaient » également la démission de Gorbatchev. Alors que Gorbatchev n'avait pas encore officiellement annoncé son intention de quitter les lieux, il annonça toutefois à CBS News qu'il démissionnerait dès qu'il pourrait constater la réalité de la CEI.
Au début de la matinée du 25 décembre 1991, Gorbatchev démissionna de son poste de président de l'URSS dans un discours télévisé. « J'interromps ainsi mes activités au poste de président de l'Union des républiques socialistes soviétiques ». Constatant le fait accompli de la dissolution de l'Union soviétique, il déclara le poste aboli et transféra tous ses pouvoirs (notamment le contrôle de l'arsenal nucléaire) à Boris Eltsine. Le même jour, le Soviet suprême de la RSFS de Russie adopta un statut changeant le nom légal de la Russie de « république socialiste fédérative soviétique de Russie » en « fédération de Russie »,, ce qui en faisait un État désormais souverain.
Dans la soirée du 25 décembre 1991 à 19h32 (heure de Moscou), après le départ de Gorbatchev du Kremlin, le drapeau soviétique fut abaissé pour la dernière fois, marquant symboliquement la fin de l'Union soviétique, et le drapeau tricolore russe fut hissé à sa place à 23h40, marquant symboliquement la renaissance de la nation russe (comme tous les autres drapeaux nationaux, le drapeau historique russe avait été interdit comme « nationaliste bourgeois » et n'avait plus été hissé pendant 73 ans). Dans son dernier discours officiel, Gorbatchev défendit son bilan en matière de réforme intérieure et de détente, en déplorant que « l'ancien socialisme s'est effondré avant qu'un nouveau, socialisme plus humain et plus scientifique, ne soit prêt à fonctionner ». Le même jour, le président des États-Unis, George Bush tint un bref discours télévisé reconnaissant officiellement l'indépendance de toutes les républiques anciennement soviétiques.
Le 26 décembre 1991, une institution soviétique, le Soviet des nationalités, chambre haute du Soviet suprême de l'Union, se réunit à son tour et vota la dissolution de l'Union soviétique. La chambre basse, le Conseil de l'Union, était dans l'impossibilité de travailler depuis le 12 décembre, date à laquelle le retrait des députés russes l'avait laissée sans quorum. À la fin de 1991, toutes les institutions soviétiques changèrent de noms en devenant de jure des institutions des nouvelles républiques, tout en restant de facto sous le contrôle exclusif de la Russie, en particulier les stratégiques (armes nucléaires, aviation militaire, marine militaire, KGB, industrie spatiale). Seules les institutions soviétiques des trois pays baltes passèrent effectivement sous leur contrôle.
Le protocole d'Alma-Ata abordait la question de l'adhésion à l'ONU ; parmi les quinze républiques soviétiques, trois (Russie, Biélorussie et Ukraine) avaient des sièges à l'ONU et les conservèrent comme États souverains ; les autres furent autorisées à adhérer à leur tour, mais le protocole laissa à la Russie le siège permanent de l'URSS au Conseil de sécurité et l'ambassadeur soviétique auprès de l'ONU remit au Secrétaire général de l'ONU, par lettre datée du 24 décembre 1991, une lettre signée par le président Boris Eltsine, l'informant qu'en vertu du protocole d'Alma-Ata, la Russie était « l'État successeur de l'URSS ». Après avoir circulé parmi les autres États membres de l'ONU sans qu'aucune objection ne soit soulevée, la déclaration fut déclarée acceptée le 31 décembre 1991, le dernier jour de l'année.

## Conséquences et impact

### Liberté de circulation
La chute des régimes communistes en Europe, l'ouverture du rideau de fer et la chute du mur de Berlin suivies par la dissolution de l'Union soviétique, ont eu un impact considérable sur les frontières : elles furent désormais ouvertes tant aux personnes (les passeports étant délivrés à quiconque en demandait) qu'aux marchandises (de sorte que les commerces purent importer tout ce qui manquait et que les centres de production purent exporter sans instructions des ministères de Moscou et garder pour eux les bénéfices). La liberté de circulation des personnes se traduisit par un afflux brutal de demandeurs de visas individuels dans les services consulaires des ambassades étrangères, qui n'étaient pas organisés pour y répondre (auparavant, des représentants de groupes et d'organisations prenaient rendez-vous à l'avance et se présentaient avec des piles de passeports dont les titulaires étaient listés à l'avance). L'entrée dans l'économie de marché changea tout aussi brutalement la société soviétique : auparavant on ne trouvait que peu de produits et de services, pas partout et pas toujours, mais à des prix modiques ; après la dissolution on trouva de tout, mais à des prix d'importation difficilement accessibles, car salaires et retraites étaient restés au niveau soviétique, ce qui encouragea l'économie parallèle, qui devint progressivement légale et finit par se substituer à l'économie étatique,.

### Sports
Dans le monde du sport aussi, la dissolution de l'Union soviétique a eu un impact considérable : juste avant, l'équipe d'Union soviétique de football venait de se qualifier pour l'Euro 1992. Avec la dissolution, elle devint l'équipe de football de la CEI et ce fut sa dernière prestation, car après le tournoi, les anciennes républiques soviétiques s’affrontèrent en tant que nations indépendantes, la FIFA attribuant le record de l'équipe ex-soviétique à la Russie.
Avant le début des Jeux olympiques d’hiver de 1992 à Albertville et des Jeux d’été de Barcelone, le Comité olympique de l’URSS perdura jusqu’au 12 mars 1992, date de sa dissolution, mais le Comité olympique russe lui succéda. Cependant, 12 des 15 anciennes républiques soviétiques concoururent ensemble en tant qu'équipe unifiée et défilèrent sous le drapeau olympique à Barcelone, où elles terminèrent en tête du classement des médailles. Par ailleurs, la Lituanie, la Lettonie et l'Estonie concourent également en tant que nations indépendantes aux Jeux de 1992. L’équipe unifiée concourut également à Albertville plus tôt dans l’année (représentée par six des douze ex-républiques) et termina deuxième du classement des médailles à ces Jeux. Par la suite, les différents CIO des anciennes républiques non baltes furent créés. Certains CNO firent leurs débuts aux Jeux olympiques d’hiver de 1994 à Lillehammer et d'autres encore le firent aux Jeux olympiques d'été de 1996 à Atlanta.
Les membres de l’équipe unifiée aux Jeux olympiques d’été de 1992 à Barcelone étaient l’Arménie, l’Azerbaïdjan, la Biélorussie, la Géorgie, le Kazakhstan, le Kirghizistan, la Moldavie, la Russie, le Tadjikistan, le Turkménistan, l’Ukraine et l’Ouzbékistan. Lors de ces Jeux d’été, l’équipe unifiée obtint 45 médailles d’or, 38 médailles d’argent et 29 médailles de bronze pour battre la deuxième place des États-Unis de quatre médailles et la troisième place de l’Allemagne de 30 médailles. En plus du grand succès d'équipe, l'équipe unifiée connut également un grand succès personnel. Vitaly Scherbo, de Biélorussie, put remporter six médailles d'or en gymnastique pour l'équipe, tout en devenant l'athlète le plus décoré des Jeux d'été. La gymnastique, l'athlétisme, la lutte et la natation furent les sports les plus forts de l'équipe, les quatre équipes combinées ayant remporté 28 médailles d'or et 64 médailles au total.
Seulement six équipes concoururent plus tôt aux Jeux olympiques d’hiver de 1992 à Albertville. Ces pays étaient l'Arménie, la Biélorussie, le Kazakhstan, la Russie, l'Ukraine et l'Ouzbékistan. L'équipe unifiée se classa deuxième, perdant face à l'Allemagne par trois médailles. Cependant, tout comme pour les jeux d’été, l’équipe unifiée avait le médaillé le plus décoré des Jeux d’hiver, avec Lioubov Egorova de Russie, une skieuse de fond avec un total de cinq médailles.

### Télécommunications
L'indicatif d'appel de +7 de l'Union soviétique continue d'être utilisé par la Russie et le Kazakhstan. Entre 1993 et 1997, de nombreuses républiques nouvellement indépendantes mirent en œuvre leurs propres plans de numérotation, tels que la Biélorussie (+375) et l’Ukraine (+380). Le domaine Internet .su reste utilisé aux côtés des domaines Internet des pays nouvellement créés.

### Guerres
À l'issue de la dislocation de l'URSS, nombre de conflits armés pour le maintien de l'influence russe dans l'espace post-soviétique ont eu lieu. Par ordre chronologique :
- le Conflit du Haut-Karabagh dont la première guerre du Haut-Karabagh de 1991-94 la seconde guerre du Haut-Karabagh de 2020, le conflit arméno-azerbaïdjanais de septembre 2022, la guerre de 2023 au Haut-Karabagh constituent les principales phases ;
- la première guerre d'Ossétie de 1991-92 ;
- la guerre du Dniestr en Moldavie en 1992 ;
- la première guerre de Tchétchénie en 1994-95 ;
- la guerre abkhaze de 1998 ;
- la seconde guerre de Tchétchénie en 1999-2000 ;
- la guerre en Géorgie de 2006 ;
- la seconde guerre d'Ossétie de 2008 ;
- la guerre russo-ukrainienne dont la guerre civile de Crimée ayant entraîné l'annexion de cette dernière par la Russie en 2014, la guerre du Donbass en Ukraine depuis 2014[33] et l'invasion de l'Ukraine par la Russie depuis 2022 constituent les principales phases.

## Accession des républiques fédérées à l'indépendance

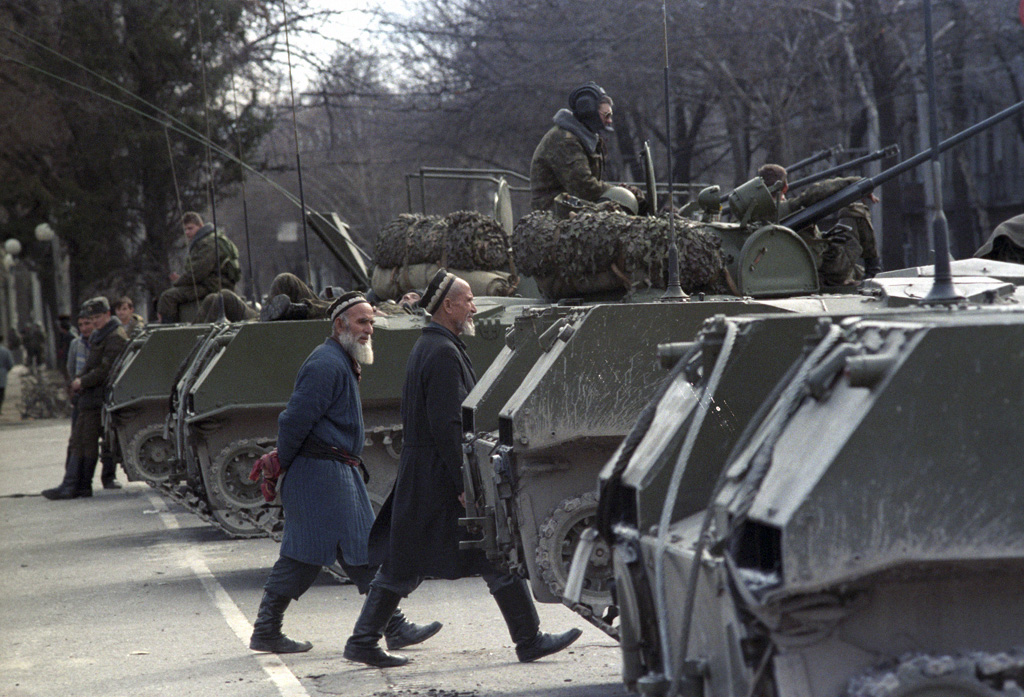
Ville de Douchanbé, capitale du Tadjikistan, placée sous la loi martiale en février 1990.

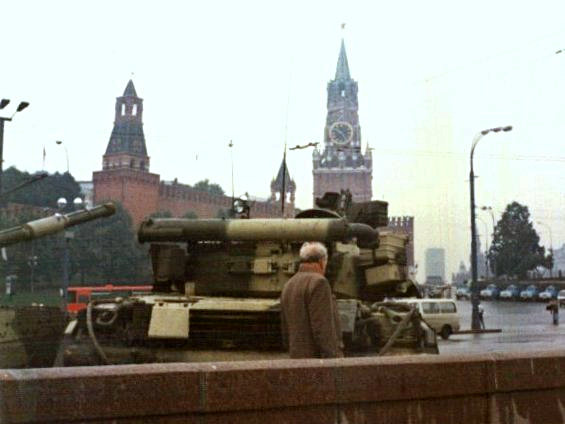
Chars soviétiques T-80 sur la place Rouge durant le putsch de Moscou en août 1991.

Chronologie de la dislocation de l'URSS

Dans les deux années précédant la dislocation de l'URSS, quatorze des quinze républiques socialistes soviétiques dites « unionales » (союзные республики, soïouznye respoubliki) proclament leur indépendance (entre parenthèses, les dates de déclaration ou de restauration d'indépendance, dans l'ordre chronologique) :
| Entité soviétique   | Entité actuelle                                      | Proclamation                                   | Sécession autoproclamée |
| ------------------- | ---------------------------------------------------- | ---------------------------------------------- | --- |
| RSS de Lituanie     | Lituanie                                             | 11 mars 1990                                   | |
| RSS d'Estonie       | Estonie                                              | 30 mars 1990, effective le 20 août 1991        | |
| RSS de Lettonie     | Lettonie                                             | 4 mai 1990, effective le 21 août 1991          | |
| RSS d'Arménie       | Arménie                                              | 23 août 1990                                   | |
| RSS de Géorgie      | Géorgie                                              | 9 avril 1991                                   | Abkhazie (25 août 1990), Ossétie du Sud-Alanie (28 novembre 1991)                                                                 |
| RSS d'Ukraine       | Ukraine                                              | 24 août 1991                                   | Crimée (11 mars 2014) Donetsk (7 avril 2014) Lougansk (8 avril 2014) Zaporijjia (27 septembre 2022) Kherson (27 septembre 2022)   |
| RSS de Biélorussie  | Biélorussie                                          | 25 août 1991                                   | |
| RSS de Moldavie     | Moldavie                                             | 27 août 1991                                   | Transnistrie (2 septembre 1990) Gagaouzie (19 août 1991, devenue entité autonome reconnue par la Moldavie)                        |
| RSS du Kirghizistan | Kirghizistan                                         | 31 août 1991                                   | |
| RSS d'Ouzbékistan   | Ouzbékistan                                          | 1er septembre 1991                             | |
| RSS du Tadjikistan  | Tadjikistan                                          | 9 septembre 1991                               | |
| RSS d'Azerbaïdjan   | Azerbaïdjan                                          | 18 octobre 1991                                | République du Haut-Karabagh (2 septembre 1991-15 octobre 2023)                                                                    |
| RSS du Turkménistan | Turkménistan                                         | 27 octobre 1991                                | |
| RSFS de Russie      | Russie                                               | 12 décembre 1991,effective le 25 décembre 1991 | Tatarstan (30 août 1990-15 février 1994), république tchétchène d'Itchkérie (1er novembre 1991-12 juin 2000)                      |
| RSS du Kazakhstan   | Kazakhstan                                           | 16 décembre 1991                               | |
| Union soviétique    | CEI, fondée le 8 décembre 1991, à géométrie variable | URSS dissoute le 26 décembre 1991              | Sécessions autoproclamées soutenues par la Russie hors de ses frontières, mais réprimées à l'intérieur (Tatarstan et Tchétchénie) |

## Héritage

### Impact économique
La fin des statistiques truquées affichant un bon niveau de vie en URSS a dévoilé une situation d’obsolescence technologique, de pénuries chroniques et de pauvreté qui a été encore aggravée par la rupture des liens économiques consécutive à l’effondrement de l’Union soviétique : une grave crise économique a affecté la transition économique dans les États post-soviétiques et dans l’ancien bloc de l'Est, entraînant une forte augmentation des inégalités économiques entre 1988-1989 et 1993-1995, le coefficient de Gini ayant augmenté en moyenne de 9 points pour tous les anciens états communistes. Même avant la crise financière de la Russie en 1998, le PIB de la Russie était la moitié de celui affiché par l’URSS au début des années 1990. Dans les décennies qui ont suivi la fin de la guerre froide, seuls cinq ou six États post-communistes sont sur le point de rejoindre l’Ouest depuis longtemps dans l’économie de marché : sans plan Marshall ni équivalent, le rapprochement progressif puis l'intégration à l'Union Européenne leur a permis de rattraper le niveau de vie des Européens de l'Ouest, sans toutefois disposer d'un appareil économique aussi diversifié.

### Nostalgie
En conséquence, il existe dans certains de ces pays une nostalgie de l'Union soviétique dans laquelle entrent aussi des considérations de prestige (perte du statut de superpuissance et perte, pour la diaspora russe des républiques non-russes, du statut de citoyens privilégiés, ne fût-ce que parce que le russe était la lingua franca de l’Union). En Arménie, 12 % des personnes interrogées ont déclaré que l’effondrement de l’URSS avait eu des effets bénéfiques, tandis que 66 % ont déclaré en avoir eu à souffrir[réf. souhaitée]. Au Kirghizistan, 16 % des personnes interrogées ont déclaré que la dislocation de l’URSS était un événement positif, tandis que 61 % ont déclaré que cela avait causé du tort au pays. Depuis la chute de l’URSS, les sondages annuels du Centre Levada ont montré que plus de 50 % de la population russe regrettait son effondrement, la seule exception étant l’année 2012[réf. souhaitée]. Un sondage du Centre Levada en 2018[réf. souhaitée] a montré que 66 % des Russes déploraient la chute de l’Union soviétique. Selon un sondage effectué en 2014, 57 % des citoyens russes regrettaient l’effondrement de l’Union soviétique, tandis que 30 % ne le regrettait pas. En Allemagne, ce sentiment est dénommé Ostalgie et s'est développé dès 1992.
Les personnes âgées qui ont grandi dans le mode de vie soviétique, mais ont eu du mal à s’adapter au post-communisme, ont tendance à être d’autant plus nostalgiques de l’URSS que les prix ont grimpé avec l’économie de marché, alors que leurs retraites restent, pour la plupart, au niveau soviétique, qui ne représente plus rien aujourd’hui et ne permet plus de survivre (seules les structures familiales ou l’autarcie rurale assurent leur survie). Lors d’un sondage datant de février 2005, 50 % des personnes interrogées en Ukraine ont déclaré regretter la désintégration de l’URSS. Cependant, un sondage similaire réalisé en 2016 montrait que seulement 35 % des Ukrainiens regrettaient la fin de l’Union soviétique et que 50 % ne le regrettaient pas. Le 25 janvier 2016, le président russe Vladimir Poutine a accusé Vladimir Lénine et ses successeurs d’avoir proclamé le droit des différentes républiques à sortir de l’Union soviétique, qui rendait le maintien de celle-ci incompatible avec la liberté de choisir, donc avec un régime non-totalitaire.

### Impact environnemental
L'effondrement de l'URSS a d'abord été bénéfique pour le climat : la réduction des activités industrielles et agricoles a entraîné une baisse des émissions de gaz à effet de serre et, les habitants pouvant désormais s'installer où ils veulent, de nombreuses terres agricoles peu fertiles, à l'orée de la taïga ou de la steppe eurasienne, que le gouvernement soviétique avait colonisées de force, ont été abandonnées. Mais depuis le XXIe siècle, en raison de la déforestation et du réchauffement climatique, le pergélisol fond, du dioxyde de carbone et du méthane sont émis, et des incendies de forêt à répétition chargent l'atmosphère de microparticules de cendres. Par ailleurs, l'URSS a laissé à terre comme en mer de nombreux cimetières chimiques et nucléaires qui contaminent l'environnement et que la Russie moderne ne se soucie guère de recycler.

### Sièges aux Nations unies
Fort de sa victoire de 1945, Staline avait exigé et obtenu que la Russie soviétique, la Biélorussie soviétique et l'Ukraine soviétique soient toutes trois membres fondateurs de l'Organisation des Nations unies le 24 octobre 1945, soit trois sièges pour l'Union soviétique.
Dans une lettre datée du 24 décembre 1991, Boris Eltsine, président de la fédération de Russie, informa le secrétaire général de l'ONU que la fédération de Russie maintenait l’adhésion de la Russie soviétique au Conseil de sécurité et à tous les autres organes de l'ONU avec l’appui des onze pays membres de la Communauté des États indépendants.
De leur côté, après avoir déclaré leur indépendance, l'Ukraine le 24 août 1991 et la Biélorussie le 19 septembre 1991, ont également déclaré garder leurs sièges de membres-fondateurs de l'ONU.
Les douze autres États indépendants anciennement soviétiques furent nouvellement admis à l'ONU :
- 17 septembre 1991 : Estonie, Lettonie et Lituanie
- 2 mars 1992 : Arménie, Azerbaïdjan, Kazakhstan, Kirghizistan, Moldavie, Tadjikistan, Turkménistan et Ouzbékistan
- 31 juillet 1992 : Géorgie

## Exégèse
L'historiographie sur la dissolution soviétique peut être globalement classée en deux groupes, l'« intentionnaliste » et la « structuraliste ».
Les récits intentionalistes affirment que l'effondrement de l'Union soviétique n'était pas inévitable et résultait des politiques et des décisions d'individus spécifiques (généralement Gorbatchev et Eltsine). The Gorbachev Factor de l’historien Archie Brown est un exemple caractéristique de l’historiographie intentionnaliste, affirmant que Gorbatchev était la principale force de la politique soviétique au moins de 1985 à 1988, et même plus tard, et qu’il a largement piloté les réformes et les développements politiques, au lieu d’être dirigé par les événements. Cela était particulièrement vrai des politiques de perestroïka et de glasnost, des initiatives de marché et de la politique étrangère que le politologue George Breslauer a décrites, qualifiant Gorbatchev d’« homme des événements ». Dans une veine légèrement différente, David Kotz et Fred Weir ont affirmé que les élites soviétiques avaient la responsabilité d'encourager à la fois le nationalisme et le capitalisme dont elles pourraient bénéficier personnellement (ceci est également démontré par leur présence continue dans les hautes sphères économique et politique de l'après-URSS).
En revanche, les analyses structuralistes adoptent une vision plus déterministe dans laquelle la dissolution de l’Union soviétique était le résultat de problèmes et blocages structurels profonds, constituant une « bombe à retardement ». Ces blocages avaient d'ailleurs été analysés dès 1933 par Boris Souvarine, en 1949 par Viktor Kravtchenko et David Rousset, en 1967 par Andreï Sakharov, et dans les années 1970 par Andreï Amalrik et Alexandre Soljénitsyne, mais la nomenklatura soviétique et le mouvement communiste international, loin de vouloir y remédier pour tenter de sauver le socialisme réel, ne se soucièrent que de faire taire les critiques : la perestroïka et la glasnost de Mikhaïl Gorbatchev se révélèrent beaucoup trop tardives. Sur le plan culturel et linguistique, Edward Walker constatait que les nations non-russes de l'URSS se voyaient refuser tout pouvoir au niveau de l'Union et subissaient d'une part la russification, et d'autre part une industrialisation lourde qui ne fournissait pas assez de produits de nécessité comme l'électro-ménager ou les véhicules si demandés, et une agriculture intensive qui stérilisait les terres sans parvenir à alimenter correctement la population.
Certaines nations non-russes, notamment à l'Ouest et au Sud de l'URSS, avaient déjà une identité nationale ancienne qui avait été étouffée, mais non détruite par la soviétisation ; d'autres ont au contraire émergé sous le régime soviétique grâce à l'« indigénisation » des échelons locaux du pouvoir, ce qui, au fil du temps, a créé des nations conscientes, notamment en Asie centrale. L'abîme béant entre le mythe fondateur du système soviétique, à savoir qu'il se serait agi d'une union volontaire et mutuelle des peuples alliés et égaux, et la réalité vécue au sein de l'URSS, augmentait l'aspiration à la sécession / indépendance. Le 25 janvier 2016, le président russe Vladimir Poutine admit que le fédéralisme de Lénine, avec droit théorique de séparation des républiques soviétiques, a été une « bombe à retardement », opinion en cohérence avec la disparition de ce droit pour les entités autonomes de la fédération de Russie et avec les guerres menées contre les indépendentistes tchétchènes.
Dans son livre Imperium (1993), l'écrivain polonais Ryszard Kapuscinski décrit le délitement de l'URSS comme « le dernier processus de décolonisation du XXe siècle ». Parcourant et découvrant l'espace post-soviétique au début des années 1990, la plupart des journalistes et écrivains occidentaux se concentrent pour leur part sur le prisme du communisme et des relations entre l'Occident et la Russie. Quant aux auteurs des pays ex-soviétiques, ils ont tendance, dans le sillage d'Amalrik et de Soljénitsyne, à dater l'amorçage de la « bombe à retardement » au 20 décembre 1917, date de la signature du décret mettant en place les polices politiques secrètes dont l'existence même, les avantages sociaux et matériels, l'omniprésence, les pouvoirs discrétionnaires, les actions répressives voire génocidaires, et la terreur, génératrice de soumission servile qu'elles inspiraient, mirent fin à tout espoir de voir un jour se réaliser l'objectif affiché de l'Union soviétique : la construction d'une société sans privilèges, libre, solidaire, transparente, paisible et prospère,.